# Pessac
Ne doit pas être confondu avec Pessac-sur-Dordogne, également en Gironde et dont le gentilé est identique.
Ne doit pas être confondu avec Beyssac.
Pessac [pɛsak]  est une commune du Sud-Ouest de la France, située en région Nouvelle-Aquitaine, dans le département de la Gironde.
Bien que fortement urbanisée (la commune est une des principales banlieues de Bordeaux et accueille une partie importante de son campus universitaire), la commune a conservé quelques vignobles prestigieux qui font partie de l'AOC pessac-léognan.

## Géographie

### Localisation
Commune de l'aire d'attraction de Bordeaux située dans son unité urbaine au sud-ouest de Bordeaux.
La partie ouest de la commune fait partie des Landes de Bordeaux.

### Communes limitrophes
Les communes limitrophes sont Mérignac, Bordeaux, Cestas, Talence, Gradignan, Canéjan et Saint-Jean-d'Illac.
|                    | Mérignac | Bordeaux  |
| Saint-Jean-d'Illac | Pessac   | Talence   |
| Cestas             | Canéjan  | Gradignan |

### Climat
Pour des articles plus généraux, voir Climat de la Nouvelle-Aquitaine et Climat de la Gironde.
Historiquement, la commune est exposée à un climat océanique aquitain.
En 2020, Météo-France publie une typologie des climats de la France métropolitaine dans laquelle la commune est exposée à un climat océanique et est dans une zone de transition entre les régions climatiques « Littoral charentais et aquitain » et « Aquitaine, Gascogne ».
Pour la période 1971-2000, la température annuelle moyenne est de 13,1 °C, avec une amplitude thermique annuelle de 13,9 °C. Le cumul annuel moyen de précipitations est de 959 mm, avec 12,5 jours de précipitations en janvier et 6,7 jours en juillet. Pour la période 1991-2020, la température moyenne annuelle observée sur la station météorologique la plus proche, située sur la commune de Mérignac à 4 km à vol d'oiseau, est de 14,2 °C et le cumul annuel moyen de précipitations est de 924,9 mm,. Pour l'avenir, les paramètres climatiques de la commune estimés pour 2050 selon différents scénarios d’émission de gaz à effet de serre sont consultables sur un site dédié publié par Météo-France en novembre 2022.

## Urbanisme

### Typologie
Au 1er janvier 2024, Pessac est catégorisée grand centre urbain, selon la nouvelle grille communale de densité à sept niveaux définie par l'Insee en 2022.
Elle appartient à l'unité urbaine de Bordeaux, une agglomération intra-départementale regroupant 73  communes, dont elle est une commune de la banlieue,,. Par ailleurs la commune fait partie de l'aire d'attraction de Bordeaux, dont elle est une commune du pôle principal,. Cette aire, qui regroupe 275 communes, est catégorisée dans les aires de 700 000 habitants ou plus (hors Paris),.

### Occupation des sols

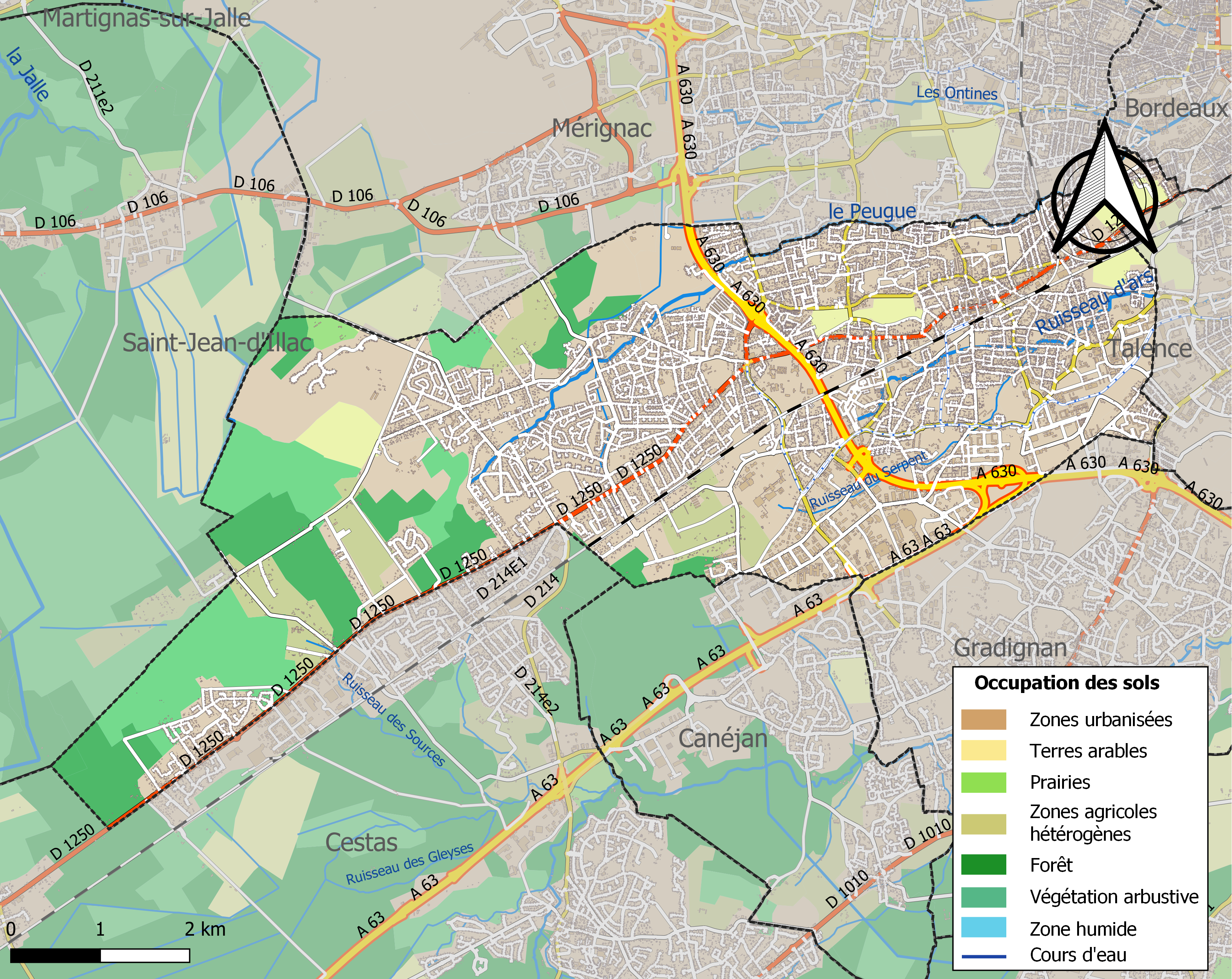
Carte des infrastructures et de l'occupation des sols de la commune en 2018 (CLC).

L'occupation des sols de la commune, telle qu'elle ressort de la base de données européenne d’occupation biophysique des sols Corine Land Cover (CLC), est marquée par l'importance des territoires artificialisés (71,9 % en 2018), en augmentation par rapport à 1990 (66,7 %). La répartition détaillée en 2018 est la suivante : 
zones urbanisées (50,8 %), zones industrielles ou commerciales et réseaux de communication (11,9 %), forêts (9,4 %), milieux à végétation arbustive et/ou herbacée (9 %), espaces verts artificialisés, non agricoles (8,3 %), zones agricoles hétérogènes (6,1 %), cultures permanentes (2,1 %), terres arables (1,2 %), mines, décharges et chantiers (0,9 %), prairies (0,4 %).
L'IGN met par ailleurs à disposition un outil en ligne permettant de comparer l’évolution dans le temps de l’occupation des sols de la commune (ou de territoires à des échelles différentes). Plusieurs époques sont accessibles sous forme de cartes ou photos aériennes : la carte de Cassini (XVIIIe siècle), la carte d'état-major (1820-1866) et la période actuelle (1950 à aujourd'hui).

### Quartiers

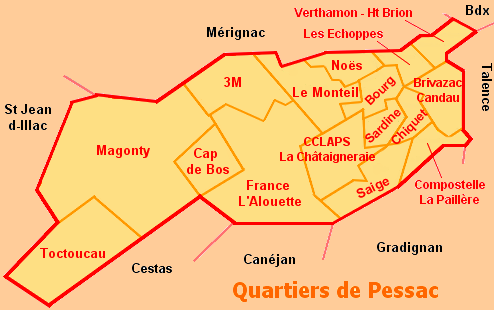
Quartiers de Pessac.

Quartiers de Pessac :
- Verthamon
- Les Échoppes
- Brivazac - Candau
- Noès
- Pessac-bourg
- Casino
- Sardine
- Chiquet
- Compostelle - La Paillère
- Le Monteil
- CCLAPS - La Châtaigneraie
- Saige - Bersol
- 3 M (Macédo, Mirante, Monbalon)
- Cap de Bos
- Magonty[14] - Romainville
- Toctoucau[15] (également sur la commune de Cestas)
- France - L'Alouette (incluant la cité des Castors)

### Habitat et logement
En 2018, le nombre total de logements dans la commune était de 32 134, alors qu'il était de 28 079 en 2013 et de 25 534 en 2008.
Parmi ces logements, 95,1 % étaient des résidences principales, 1,3 % des résidences secondaires et 3,6 % des logements vacants. Ces logements étaient pour 49,2 % d'entre eux des maisons individuelles et pour 48,9 % des appartements.
Le tableau ci-dessous présente la typologie des logements à Pessac en 2018 en comparaison avec celle de la Gironde et de la France entière. Une caractéristique marquante du parc de logements est ainsi une proportion de résidences secondaires et logements occasionnels (1,3 %) inférieure à celle du département (8,9 %) et à celle de la France entière (9,7 %). Concernant le statut d'occupation de ces logements, 48,2 % des habitants de la commune sont propriétaires de leur logement (52,1 % en 2013), contre 54,7 % pour la Gironde et 57,5 % pour la France entière.
| Typologie                                               | Pessac | Gironde | France entière |
| ------------------------------------------------------- | ------ | ------- | -------------- |
| Résidences principales (en %)                           | 95,1   | 84,9    | 82,1           |
| Résidences secondaires et logements occasionnels (en %) | 1,3    | 8,9     | 9,7            |
| Logements vacants (en %)                                | 3,6    | 6,2     | 8,2            |

### Voies de communication et transports

#### Réseau routier
(Rocade) Sorties :
- 13 → Pessac-Centre | Pessac-L'Alouette
- 14 → Pessac-Saige | ZI Pessac | Hôpitaux Haut-Lévêque et Xavier Arnozan

 Sortie :
- 26 → Pessac-ZI Bersol

 vers Marcheprime, Biganos. 

 vers Cestas, Léognan, Martillac.

#### RéseauTER
Pessac est desservie par la ligne TER 41U et comporte 2 gares sur la ligne Bordeaux - Irun :
- Pessac située dans le centre-ville ;
- Alouette-France située dans le quartier du même nom à proximité des hôpitaux Haut-Lévêque et Xavier-Arnozan.

Ces gares voient passer les trains vers Arcachon. La gare de Pessac est également desservie par les TER de Mont-de-Marsan, Hendaye et Pau.

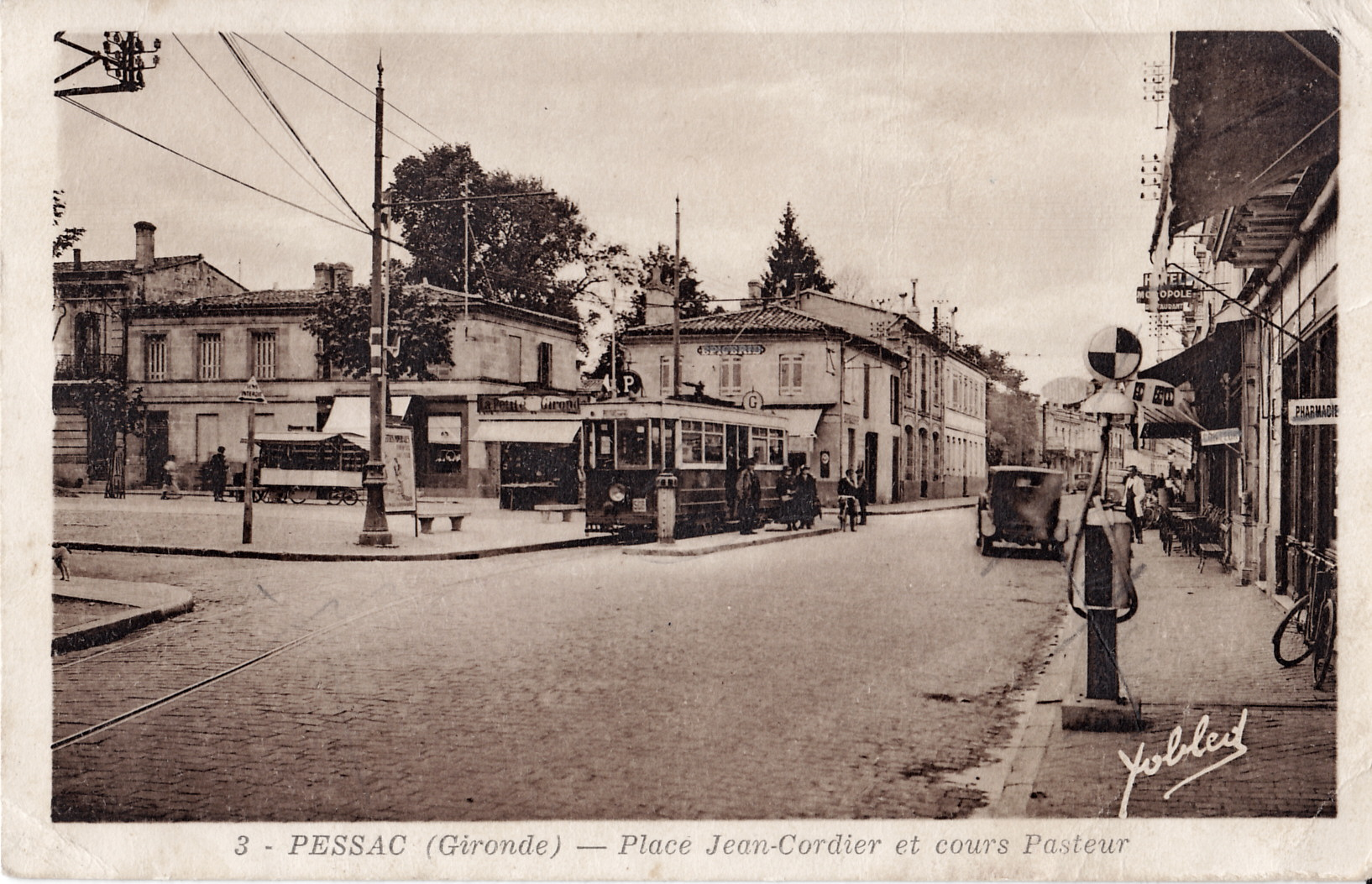
La ville était déjà desservie, dans les années 1930, par les rames de l'ancien tramway de Bordeaux, tel ici, place Jean-Cordier.

#### Réseau RER
La gare de Pessac est desservie par le Réseau Express Métropolitain de Bordeaux depuis 2020.

#### Réseau TBM
Pessac est desservie depuis le 2 septembre 2024  par les lignes TBM suivantes :
- (de François Bordes vers les terminus Pessac-Centre et France Alouette)
- 1 24 30 31 34 35 39 55 74 77 78 80 87 Tbnight Ligne de nuit N4 Flex'NIGHT

##### Réseau Trans Gironde
La ligne TransGironde 413 relie Canéjan et Cestas au campus universitaire.

### Risques naturels et technologiques
Le territoire de la commune de Pessac est vulnérable à différents aléas naturels : météorologiques (tempête, orage, neige, grand froid, canicule ou sécheresse), inondations, feux de forêts, mouvements de terrains et séisme (sismicité faible). Il est également exposé à un risque particulier : le risque de radon. Un site publié par le BRGM permet d'évaluer simplement et rapidement les risques d'un bien localisé soit par son adresse soit par le numéro de sa parcelle.

#### Risques naturels
La commune a été reconnue en état de catastrophe naturelle au titre des dommages causés par les inondations et coulées de boue survenues en 1983, 1990, 1999, 2009 et 2021,.
Pessac est exposée au risque de feu de forêt. Depuis le 20 avril 2016, les départements de la Gironde, des Landes et de Lot-et-Garonne disposent d’un règlement interdépartemental de protection de la forêt contre les incendies. Ce règlement vise à mieux prévenir les incendies de forêt, à faciliter les interventions des services et à limiter les conséquences, que ce soit par le débroussaillement, la limitation de l’apport du feu ou la réglementation des activités en forêt. Il définit en particulier cinq niveaux de vigilance croissants auxquels sont associés différentes mesures,.
Les mouvements de terrains susceptibles de se produire sur la commune sont des tassements différentiels.

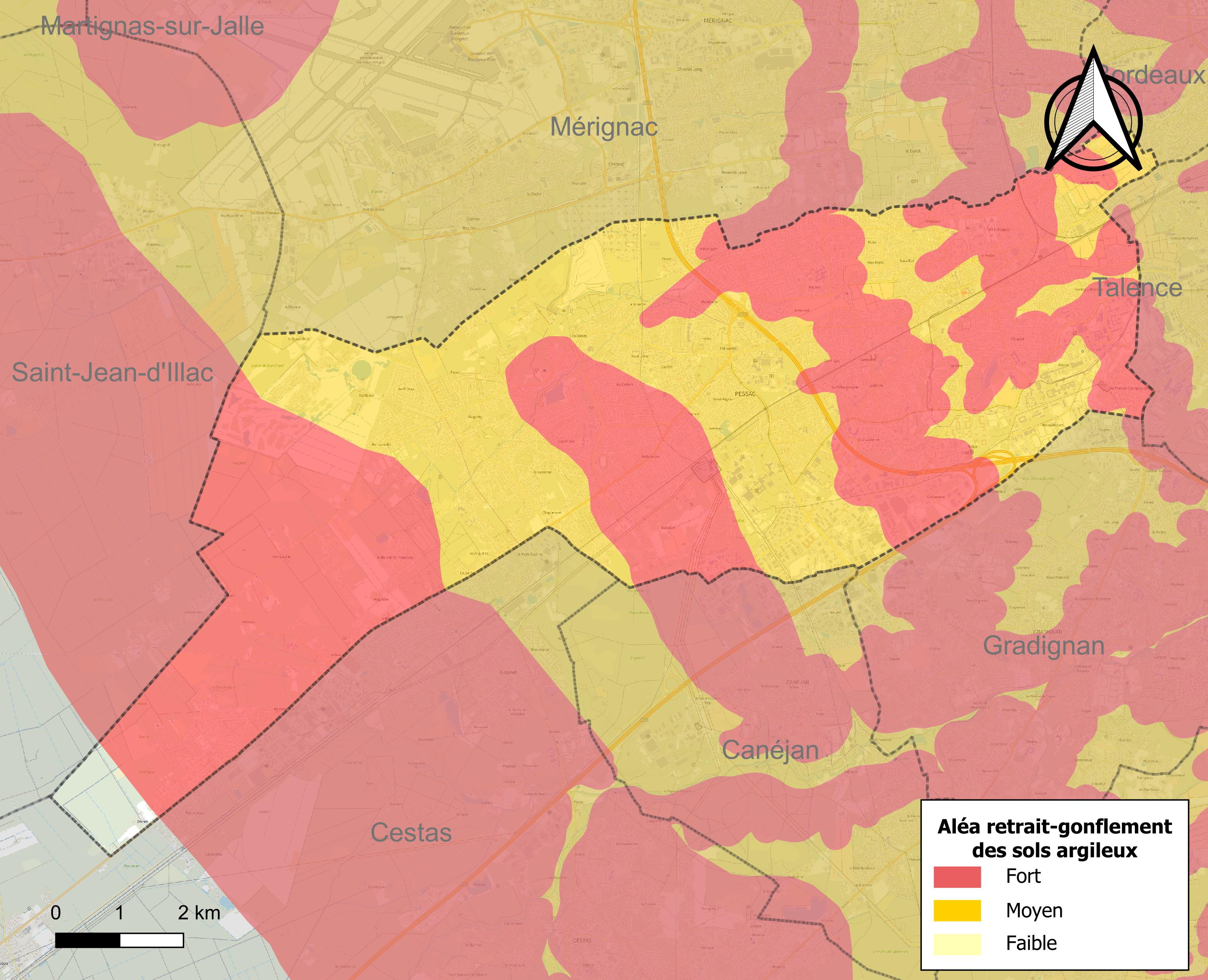
Carte des zones d'aléa retrait-gonflement des sols argileux de Pessac.

Le retrait-gonflement des sols argileux est susceptible d'engendrer des dommages importants aux bâtiments en cas d’alternance de périodes de sécheresse et de pluie. 98,1 % de la superficie communale est en aléa moyen ou fort (67,4 % au niveau départemental et 48,5 % au niveau national). Sur les 16 304 bâtiments dénombrés sur la commune en 2019, 16 299 sont en aléa moyen ou fort, soit 100 %, à comparer aux 84 % au niveau départemental et 54 % au niveau national. Une cartographie de l'exposition du territoire national au retrait gonflement des sols argileux est disponible sur le site du BRGM,.
Par ailleurs, afin de mieux appréhender le risque d’affaissement de terrain, l'inventaire national des cavités souterraines permet de localiser celles situées sur la commune.
Concernant les mouvements de terrains, la commune a été reconnue en état de catastrophe naturelle au titre des dommages causés par la sécheresse en 1990, 1991, 1995, 2003, 2005, 2009 et 2017 et par des mouvements de terrain en 1999.

#### Risque particulier
Dans plusieurs parties du territoire national, le radon, accumulé dans certains logements ou autres locaux, peut constituer une source significative d’exposition de la population aux rayonnements ionisants. Certaines communes du département sont concernées par le risque radon à un niveau plus ou moins élevé. Selon la classification de 2018, la commune de Pessac est classée en zone 2, à savoir zone à potentiel radon faible mais sur lesquelles des facteurs géologiques particuliers peuvent faciliter le transfert du radon vers les bâtiments.

## Toponymie

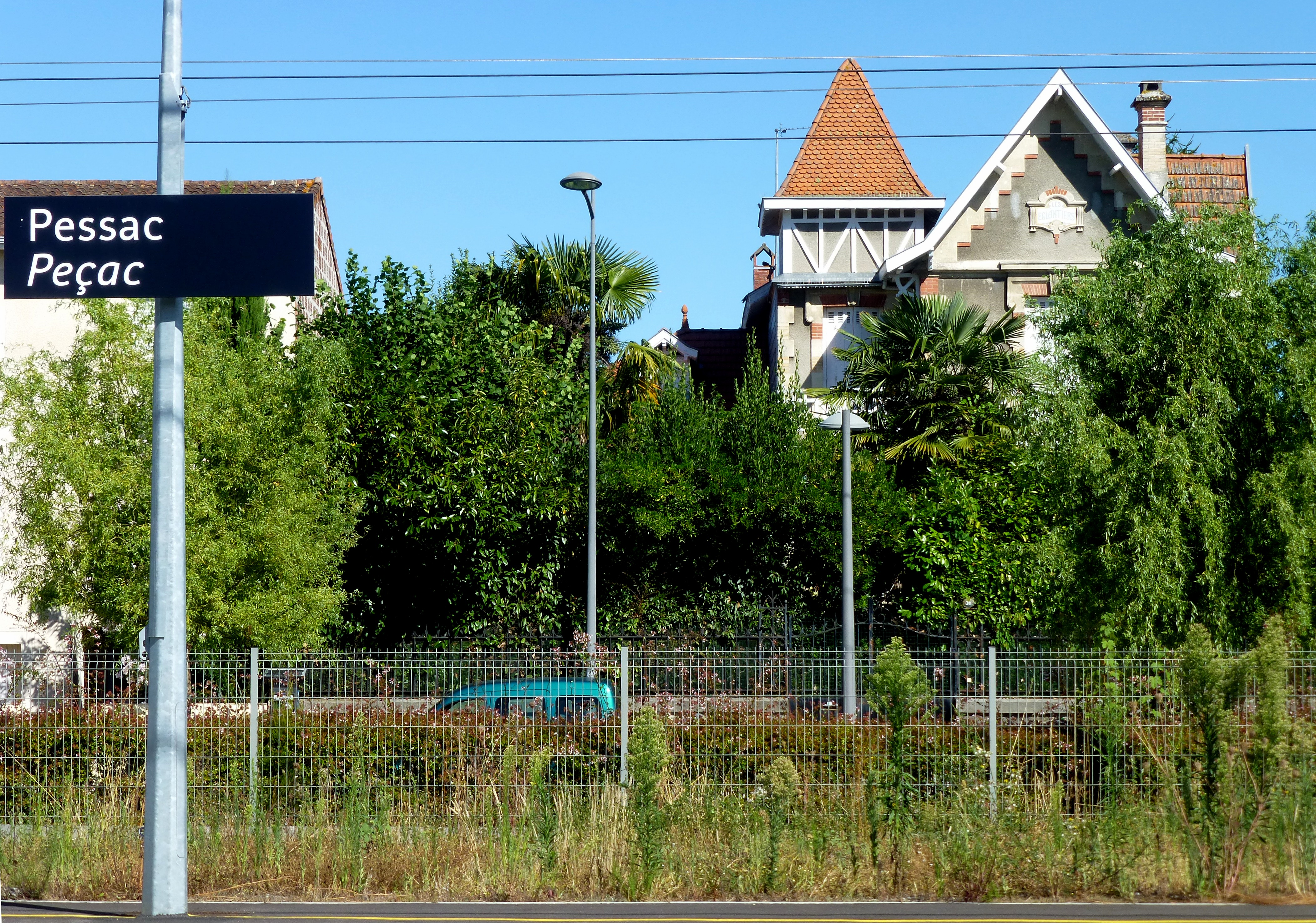
Signalisation bilingue français-gascon à la gare

Le toponyme Pessac est documenté dès le XIIIe siècle sous les formes Passac, Pinsac, Pansac, Pessac.
Il est issu d'un nom de domaine gallo-romain en -acum basé sur le nom du propriétaire. Ce dernier pourrait s'être appelé Peccius 'pécheur', un nom rare et non documenté dans la région. Par ailleurs, les graphies du XIIIe siècle suggèrent la présence d'une nasalisation et incitent à la prudence.
Il y a une villa gallo-romaine au lieu-dit la Tuilerane (embranchement de l'A63) et des substructions antiques dans le secteur de l'église Saint-Martin.
En gascon, le nom de la commune est Peçac.

## Histoire

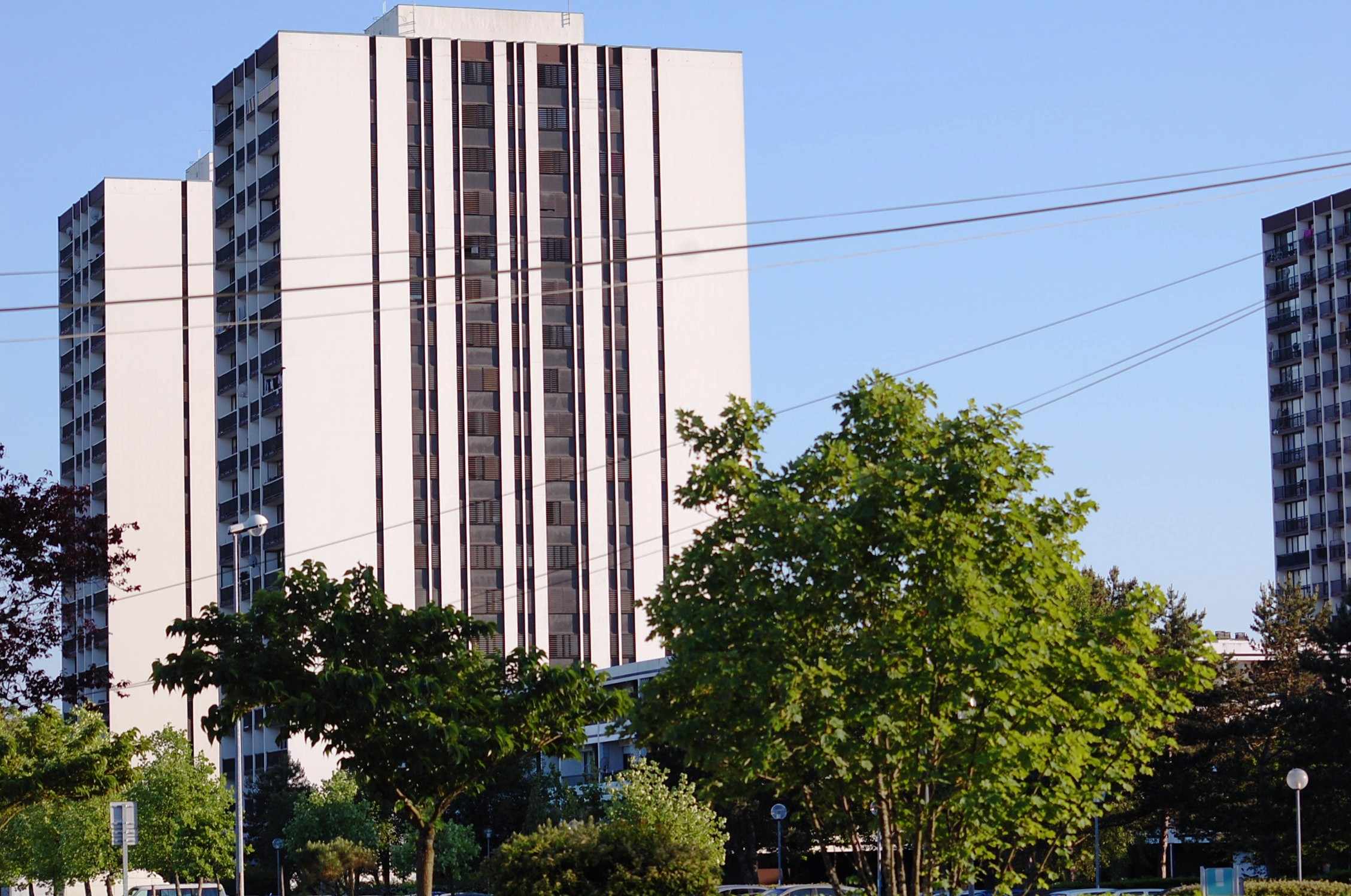
Saige, quartier prioritaire comptant près de 3600 habitants en 2018.

Pessac s'est développé sur le trajet de la voie antique, appelée en gascon la Lébade ou Levada c'est-à-dire la Levée, qui reliait Burdigala (Bordeaux) à La Teste-de-Buch. Elle traverse la ville par Brivazac et le domaine universitaire avant de longer l'A63 à Tuilerane pour rejoindre la Croix de Hins.
L'histoire de Pessac est marquée par la présence de Bertrand de Goth, archevêque de Bordeaux, qui devient en 1305 le pape Clément V. Il laisse son nom au château « Pape Clément » qui lui est offert en tant qu'archevêque. On peut mentionner comme autres terres d'église : Haut-Lévêque, Carmes…
Montesquieu, intéressé par le vignoble, fait construire à Pessac une bâtisse (actuellement Bacalan).
Ce n’est que dans la deuxième moitié du XIXe siècle que le centre actuel de Pessac est  construit au milieu des vignes avec la place de la Ve République et la mairie, après le déplacement du cimetière jouxtant l’église. Les quartiers construits au XXe siècle le sont souvent au détriment de l’aspect viticole initial de la ville. Par exemple, les quartiers dits de « Saige Formanoir » et du « Haut-Lévêque » sont construits en partie sur les terres d’anciens châteaux de vins pessacais, et sur la forêt.
C'est à Pessac que Pierre Hugues fait les premiers essais d’un système révolutionnaire pour le gemmage des pins, qu’il brevete au milieu du XIXe siècle : le pot ascensionnel (pot de résine).
Au tout début de la Seconde Guerre mondiale, le 22 juin 1940, la commune est  le lieu d'une quadruple exécution sur le champ de tir de Verthamon. Quatre militants communistes condamnés à mort dont l'un n'a pas 17 ans, Roger Rambaud, qui faisaient partie des internés de la prison militaire de Paris en plein exode, sont tués dans le plus grand secret par des soldats de la IIIe République agonisante. Cette affaire classée « Secret Défense » pendant 70 ans est révélée par l'historien Jacky Tronel dans la revue d'histoire Arkheia.

## Politique et administration

### Rattachements administratifs et électoraux

#### Rattachements administratifs
La commune se trouve dans l'arrondissement de Bordeaux du département de la Gironde.
Elle était de 1793 à 1982 le chef-lieu du canton de Pessac, année où celui-ci est scindé entre les cantons de Pessac-1 et de Pessac-2. Dans le cadre du redécoupage cantonal de 2014 en France, cette circonscription administrative territoriale a disparu, et le canton n'est plus qu'une circonscription électorale.

#### Rattachements électoraux
Pour les élections départementales, la commune est  depuis 2014 le bureau centralisateur de deux nouveaux cantons : 
- Canton de Pessac-1, porté d'une fraction de Pessac à 3 communes, dont la partie de Pessac située à l'ouest et au sud d'une ligne définie par l'axe des voies suivantes : depuis la limite territoriale de la commune de Mérignac, rue Albert-Laurenson, avenue de Noès, avenue du Pont-de-l'Orient, allée des Primevères, rue Pierre-Rambaud, rue du Merlot, chemin du Haut-Brana, rue du Plateau-de-Noès, avenue du Docteur-Nancel-Pénard, avenue Paul-Montaigne, rue Larouillat, avenue Pasteur, allée Challier, ligne droite dans le prolongement de l'allée Challier jusqu'à la voie de chemin de fer jusqu'à hauteur du numéro 1 de l'allée des Cyprès, allée des Cyprès jusqu'au croisement de l'avenue de la Châtaigneraie, avenue de la Châtaigneraie, avenue Arago, rond-point de l'avenue Arago, avenue de Canéjan, rond-point de l'avenue Canéjan, avenue Canéjan, autoroute A 630, jusqu'à la limite territoriale de la commune de Gradignan
- Canton de Pessac-2, qui comprenant le surplus de Pessac, à Gradignan et le reste de Pessac

Pour l'élection des députés, elle fait partie de la septième circonscription de la Gironde.

### Intercommunalité
Pessac est membre de la métropole dénommée  Bordeaux Métropole, un établissement public de coopération intercommunale (EPCI) à fiscalité propre créé en 2015 par transformation de l'ancienne communauté urbaine de Bordeaux (CUB) et auquel la commune a transféré un certain nombre de ses compétences, dans les conditions déterminées par le code général des collectivités territoriales.

### Tendances politiques et résultats
Au second tour des élections municipales de 2014 en Gironde, la liste UMP-UDI menée par Franck Raynal obtient la majorité absolue des suffrages exprimés, avec 11 556 voix (51,89 %, 34 conseillers municipaux élus dont 6 communautaires), devançant de 843 voix celle PS-PCF-EELV menée par le maire sortant Jean-Jacques Benoit, qui a recueilli 10 713 voix (48,10 %, 11 conseillers municipaux élus dont 2 communautaires).
Lors de ce scrutin, 41,81 % des électeurs se sont abstenus,. 
Au second tour des élections municipales de 2020 en Gironde, la liste (LREM - MoDem - LR - PR)  menée par le maire sortant Franck Raynal obtient la majorité absolue des suffrages exprimés avec 7 682 voix (50,57 %, 37 conseillers municipaux dont 6 métropolitains), devançant de 174 voix celle d'union de la gauche menée par Sébastien Saint-Pasteur — bénéficiant de la fusion de la liste EELV - G.s - UE - LFI - PCF du 1er tour menée par Laure Curvale — qui recueille 7 508 voix (49,42 %, 12 conseillers municipaux élus dont 2 communautaires).
Lors de ce scrutin marqué par la pandémie de Covid-19 en France, 63,39 % des électeurs se sont abstenus.

### Liste des maires
| Période                                  | Période                         | Identité             | Étiquette                 | Qualité |
| ---------------------------------------- | ------------------------------- | -------------------- | ------------------------- | --- |
| Les données manquantes sont à compléter. |                                 |                      |                           | |
|                                          |                                 |                      |                           | |
| 1870                                     | 1878                            | Firmin Clouzet       |                           | Propriétaire à Bordeaux Conseiller général de Pessac (1871 → 1886) |
| 1891                                     | 1925                            | Hermann Lemoine      |                           | |
| 1925                                     | décembre 1928                   | Jean Cordier,        | Bloc des gauches          | Propriétaire du château de Fanning-Lafontaine Mort en fonction |
| 1929                                     | 1935                            | Georges Cordier      |                           | Frère de Jean Cordier Mort en fonction |
| 1935                                     | 1941                            | Roger Marcade        | SFIO                      | Médecin |
| 1941                                     | 1943                            | Paul-Joseph Montagne | -                         | Agronome bordelais Propriétaire du vignoble de Madran et du domaine du Château Pape-Clément                                                                                              |
| 1943                                     | 1944                            | Benoit Savot         |                           | |
| 1944                                     | 1945                            | Roger Marcade        | SFIO                      | Médecin, résistant |
| 1945                                     | 1947                            | Roger Cohé           |                           | |
| 1947                                     | 1953                            | Roger Chaumet        |                           | |
| 1953                                     | 1959                            | Roger Cohé           |                           | |
| 1959                                     | 1977                            | Jean-Claude Dalbos   | RPR                       | Médecin Député de la Gironde (1958 → 1962) Conseiller général de Pessac (1964 → 1977) |
| 1977                                     | 1983                            | André Pujol          | PS                        | Cheminot retraité |
| 1983                                     | 1989                            | Jean-Claude Dalbos   | RPR                       | Député de la Gironde (1986 → 1988) Conseiller général de Pessac-1 (1982 → 1992) |
| mars 1989                                | 1998                            | Alain Rousset        | PS                        | Cadre supérieur du secteur privé Conseiller général de Pessac-2 (1988 → 1998) Président du conseil régional d'Aquitaine (1998 → ) Démissionnaire en application du non cumul des mandats |
| 1998                                     | mars 2008                       | Pierre Auger         | PS                        | Cadre de la Poste retraité Conseiller général de Pessac-1 (1992 → 2004) ancien secrétaire général de la Fédération des syndicats de quartier de Pessac                                   |
| mars 2008                                | avril 2014                      | Jean-Jacques Benoît  | PS                        | Conseiller général de Pessac-2 (1998 → 2015) |
| avril 2014                               | En cours (au 19 septembre 2023) | Franck Raynal        | LR puis DVD puis Horizons | Directeur de l'hôpital Saint-André de Bordeaux Réélu pour le mandat 2020-2026 |

### Distinctions et labels
En 2010, la commune de Pessac est récompensée par le label « Ville Internet @@@ ».
Depuis juillet 2016, La Cité Frugès est inscrite sur la liste du Patrimoine mondial de l'humanité par l'UNESCO.
La ville bénéficie aussi des labels et distinctions suivants :
- Ville amie des aînés (lutte contre l'isolement des seniors),
- Depuis 2016, EcoQuartier pour l'opération de renouvellement d'Arago délivré par le Ministère du logement et de l'Habitat Durable,
- Concours Villes et villages étoilés (récompense les communes engagées dans une démarche d'amélioration continue de qualité de l'environnement nocturne),
- Pelouse Sportive Ecologique (entretien des pelouses sportives se faisant sans recours aux produits phytosanitaires, ni à l’emploi de l’arrosage en surabondance),
- Territoire bio engagé (restauration collective à destination des scolaires et des séniors),
- EcoJardin pour le Bois des Roses, le Giratoire du Poujeau, le Parc Cazalet, le cimetière de Pessac et le Parc Fontaudin,
- Ville amie des enfants, décerné par l'UNICEF, pour ses actions en faveur des 0-17 ans. Ce label lui a été attribué jusqu’en 2020;
- Ma commune a du cœur – niveau 3 cœurs – la Ville de Pessac est mobilisée sur la prévention des arrêts cardiaques, notamment en installant des défibrillateurs cardiaques,
- Terre de Jeux 2024, la Ville de Pessac fait partie des 500 premières communes labellisées,
- Commune sport pour tous - 5 étoiles, décernée par l'association "Aquitaine sport pour tous",
- Espace France Services depuis le 1er janvier 2020 (facilitation de l’accès des usagers aux principales démarches administratives),
- Point justice en janvier 2021 (structures qui délivrent gratuitement une écoute, une information et une orientation aux personnes rencontrant des problèmes juridiques et/ou administratifs au plus près de chez elles)[47].

### Jumelages
| Pessac est jumelée avec cinq communes : - Burgos (Espagne) depuis 1986 Échanges culturels (fête espagnole en octobre à Pessac, fête de San Pedro y San Pablo à Burgos fin juin), sportifs, artistiques, gastronomiques ; échanges scolaires ; - Galaţi (Roumanie) depuis 1993 Envoi de livres à la Bibliothèque française de Galaţi, échanges sportifs et culturels ; - Göppingen (Allemagne) depuis 2000 Réalisations du jumelage : Échanges scolaires, sportifs (football, basket-ball, natation), musicaux (chorales, orchestres), réception d’étudiants stagiaires, échanges de documents entre les médiathèques, organisation alternativement, d'une fête de la bière à Pessac, et d'une fête du vin à Göppingen, participation mutuelle au Maientag et à la fête de la Rosière ; - Viana Do Castelo (Portugal) depuis 2011 Échanges culturels, scolaires, voyages ; - Banfora (Burkina Faso) depuis 2011 Aide à la Bibliothèque de Banfora, achat de livres, matériel audiovisuel. | \| Pessac Burgos Galaţi Göppingen \| |
| |                                      |
| Pessac Burgos Galaţi Göppingen |                                      |

## Équipements et services publics

### Enseignement

#### Enseignement supérieur et recherche

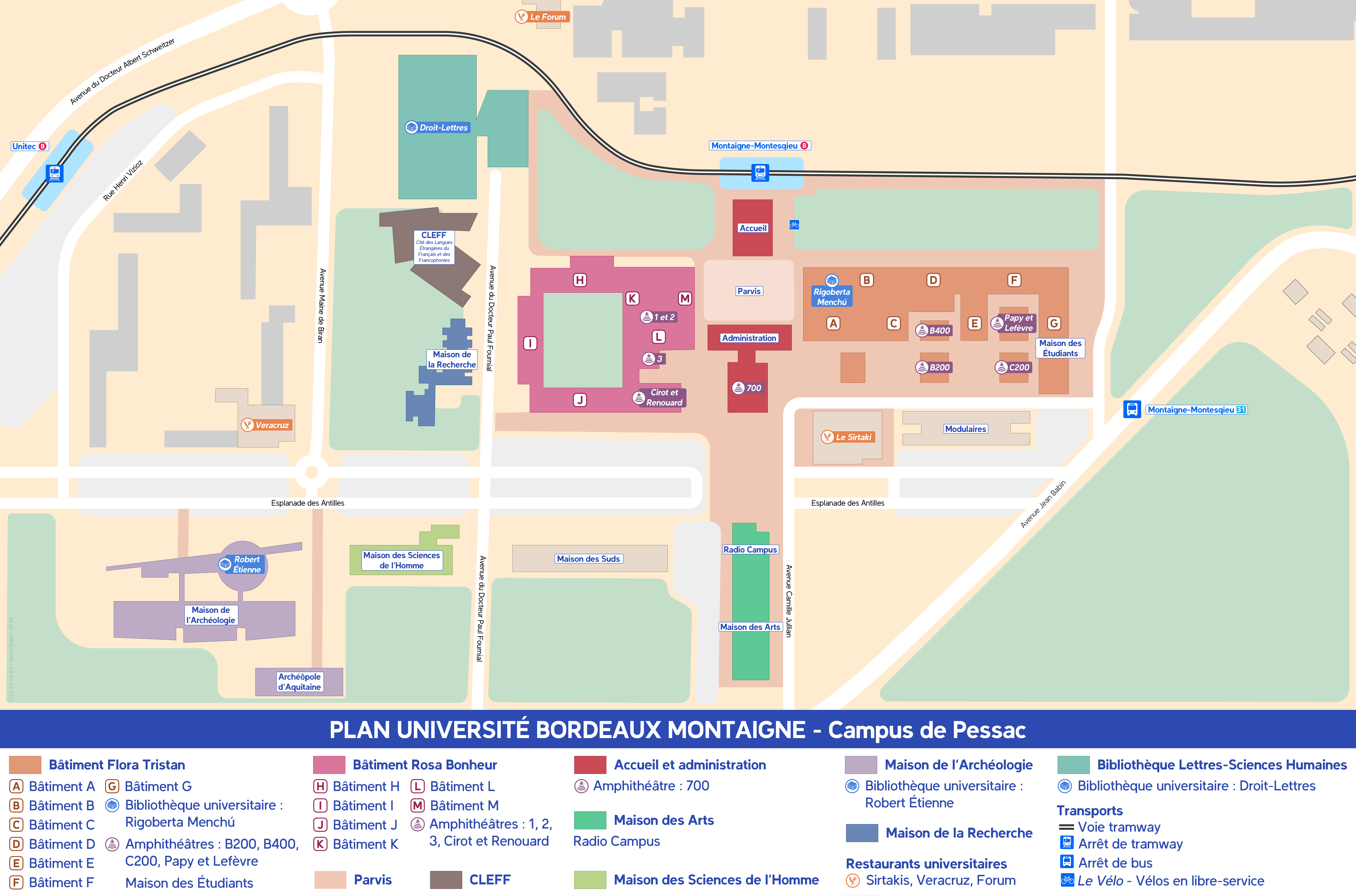
Plan de l'Université Bordeaux Montaigne basé à Pessac

Sur les 240 hectares du domaine universitaire de Pessac Talence Gradignan, l’un des plus vastes d'Europe, 65 % se trouvent à Pessac (quartiers de Brivazac, Saige et Compostelle), à une quinzaine de minutes en tram et voiture de Bordeaux.
Les établissements suivants sont situés à Pessac :
- Institut polytechnique de Bordeaux (Bordeaux INP)
- Sciences Po Bordeaux (IEP)
- Université Bordeaux Montaigne (Arts, Lettres, Langues et Sciences humaines)
- Université de Bordeaux (Droit, AES, Économie et Sciences politiques)
- Institut européen de chimie et biologie (IECB) reçoit des équipes de recherche internationales et interdisciplinaires, associé au CNRS, à l’Inserm et à l’Université de Bordeaux.

### Santé

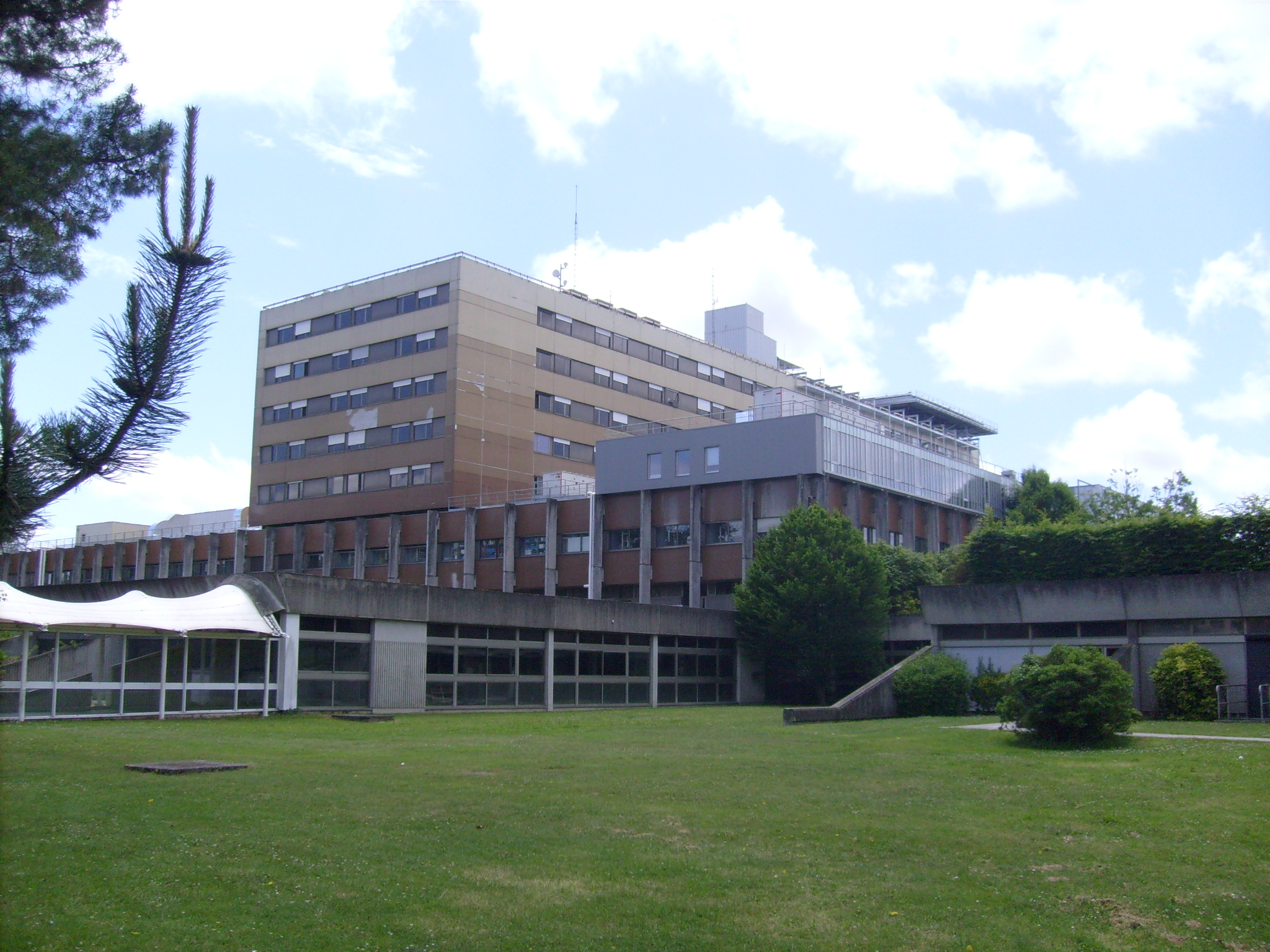
Centre hospitalier Haut-Lévêque

Le groupe hospitalier sud, Haut-Lévêque et Xavier-Arnozan, avec ses 1 450 lits, est le plus récent des trois sites du CHU de Bordeaux.
- Hôpital Haut-Lévêque : un des hauts-lieux de la cardiologie en France, également spécialisé en hépato-gastro-entérologie, endocrinologie, maladies nutritionnelles et diabétologie, pneumologie, hématologie, médecine nucléaire, dermatologie[56].
- Hôpital Xavier-Arnozan : devenu le site spécialisé du CHU pour l'accueil et les soins destinés aux personnes âgées[57].
- Clinique mutualiste Arnaud-Duben[58]
- Clinique Saint-Martin

## Population et société

### Démographie
Les habitants sont appelés les Pessacais.
L'évolution du nombre d'habitants est connue à travers les recensements de la population effectués dans la commune depuis 1793. Pour les communes de plus de 10 000 habitants les recensements ont lieu chaque année à la suite d'une enquête par sondage auprès d'un échantillon d'adresses représentant 8 % de leurs logements, contrairement aux autres communes qui ont un recensement réel tous les cinq ans,.

En 2022, la commune comptait 66 874 habitants, en évolution de +8,11 % par rapport à 2016 (Gironde : +6,91 %, France hors Mayotte : +2,11 %).
| 1793  | 1800  | 1806  | 1821  | 1831  | 1836  | 1841  | 1846  | 1851  |
| ----- | ----- | ----- | ----- | ----- | ----- | ----- | ----- | ----- |
| 1 430 | 1 336 | 1 414 | 1 349 | 1 502 | 1 341 | 1 708 | 1 785 | 2 094 |

| 1856  | 1861  | 1866  | 1872  | 1876  | 1881  | 1886  | 1891  | 1896  |
| ----- | ----- | ----- | ----- | ----- | ----- | ----- | ----- | ----- |
| 2 334 | 2 537 | 2 676 | 4 743 | 3 103 | 3 227 | 3 759 | 3 944 | 4 411 |

| 1901  | 1906  | 1911  | 1921  | 1926  | 1931   | 1936   | 1946   | 1954   |
| ----- | ----- | ----- | ----- | ----- | ------ | ------ | ------ | ------ |
| 4 239 | 4 612 | 5 234 | 6 691 | 8 268 | 10 706 | 13 004 | 17 769 | 19 226 |

| 1962   | 1968   | 1975   | 1982   | 1990   | 1999   | 2006   | 2011   | 2016   |
| ------ | ------ | ------ | ------ | ------ | ------ | ------ | ------ | ------ |
| 24 281 | 36 986 | 51 360 | 50 267 | 51 055 | 56 143 | 57 187 | 58 743 | 61 859 |

| 2021   | 2022   | - | - | - | - | - | - | - |
| ------ | ------ | - | - | - | - | - | - | - |
| 66 760 | 66 874 | - | - | - | - | - | - | - |

Pessac est, par le nombre d'habitants, la troisième commune du département de la Gironde après Bordeaux et Mérignac.
| selon la population municipale des années : | 1968 | 1975 | 1982 | 1990 | 1999 | 2006 | 2009 | 2013 |
| Rang de la commune dans le département      | 3    | 3    | 3    | 3    | 3    | 3    | 3    | 3    |
| Nombre de communes du département           | 548  | 543  | 543  | 542  | 542  | 542  | 542  | 542  |

### Manifestations culturelles et festivités
- Fête de la Rosière : la tradition de la Rosière est créée par saint Médard vers l’an 565 à Salency. Elle consiste au couronnement de la jeune fille la plus vertueuse, la plus pieuse, la plus modeste et qui avait en outre une conduite irréprochable tant pour elle que pour sa famille. La première rosière aurait été la sœur de saint Médard. À Pessac, cette fête a lieu chaque année depuis 1896 le 1er dimanche de juin. Cette fête traditionnelle a su évoluer avec le temps : c’est ainsi que depuis 1989, elle est devenue la fête de la jeunesse et la Rosière est désormais une jeune fille de 18 à 22 ans, née à Pessac ou y demeurant depuis plus de cinq ans, appréciée pour ses activités sociales, associatives, sportives et présentant un projet digne d’intérêt.
- Festival international du film d'histoire : Il a lieu chaque année depuis 1990 en novembre et propose une sélection de 60 longs métrages (50 les premières années) sur un thème d'Histoire donné, des tables rondes, des expositions et des débats avec les réalisateurs. La conception du Festival de Pessac fut le fait d'Alain Rousset, alors Maire de Pessac et de Jean Lacouture, sur la base d'un mariage entre l'image et l'Histoire, d'un hommage à Jean Eustache natif de Pessac, et le fruit du travail d'une équipe de professionnels du cinéma et d'historiens : Jean-Noël Jeanneney, Jean-Pierre Rioux, Stéphane Khémis, Jean Labib, Pierre-Henri Deleau, Michel Eimer, Anne-Marie Cocula et Pierre Sadran. Le festival est administré par Valérie Hannin.
- Vibrations Urbaines : festival pluridisciplinaire (musiques amplifiées, sports de glisse (BMX, roller, skate), Street Jam (basket de rue), graffiti, danse hip-hop) créé en 1998 (12 000 festivaliers en 2005), salle Bellegrave[66].
- Salon International d'Art Photographique : organisé par l'Amicale Laïque Espoir Pessacais, patronné par la Fédération photographique de France (FPF) et la Fédération internationale de l'art photographique (FIAP), il a lieu chaque année en février ou mars. Environ 300 photos, sélectionnées parmi l'ensemble des envois, sont exposées dans le hall de la Mairie et dans la galerie de l'Office municipal socio-culturel.

### Sports et loisirs

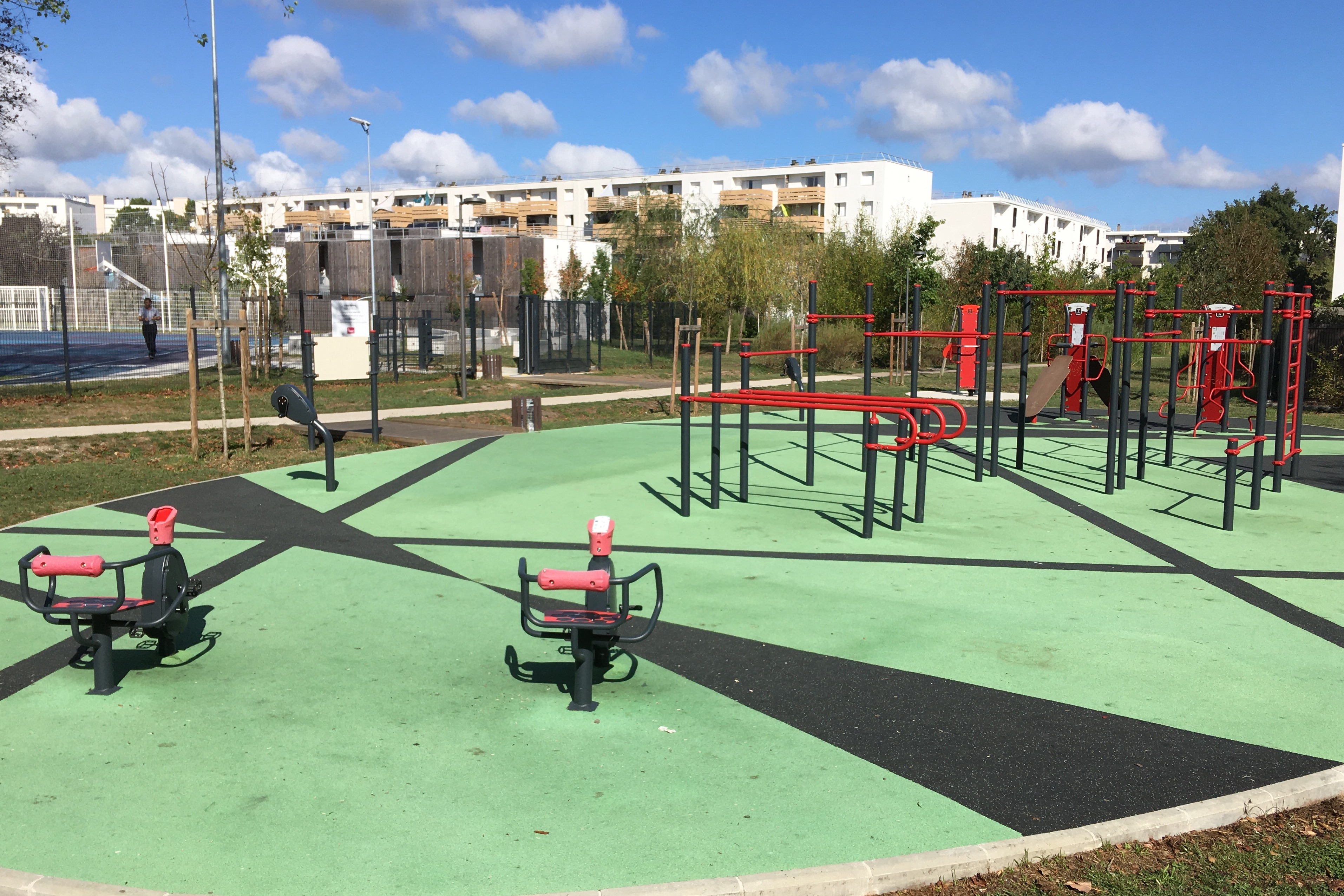
Le Fitness Park du quartier Arago.

- Rugby à XV : Le Pessac rugby engagé en championnat de France de rugby à XV de 3e division fédérale 2020-2021.
- Le SPUC (Stade pessacais Union Club), fondé en 1950.
- L'ASCPA (Association sportive et culturelle de Pessac Alouette), club omnisports créé en 1970.

Logo du club de baseball des Panthères de Pessac

- L'USSAP (Union sportive de Saige et des Amis de Pessac) : baseball (Panthères de Pessac, Nationale 1, champions de France 2002, 2010), boxe, gymnastique volontaire, hockey subaquatique, quille de sept, Viet Vo Dao.
- Arts martiaux de Pessac Madran, au 51 avenue de Madran : full-contact, muay-thaï, aéro-kickboxing, jiu-jitsu brésilien, ju-jitsu et self défense, judo (enseigné par Cathy Arnaud, 7e dan, plusieurs fois championne du monde et d'Europe, 7e aux Jeux olympiques de Barcelone) et Fabrice Garreau (international, champion de France), tai-chi-chuan
- Football américain : Kangourous de Pessac, actuellement en D1
- Athlétisme : Pessac Athletic Club
- Basket-ball : Entente Pessac Basket-Club
- Football : Association sportive Magonty Football, Football Club Pessac Alouette
- Golf : Club Golf Pessacais
- Gymnastique : Association de Gymnastique volontaire Magonty, Cap De Bos
- Hockey : Pessac Hockey Club
- Pelote basque : Akitania Pelote basque
- Pétanque (Association Sportive Châtaigneraie Arago, District Banlieue Pétanque)
- Plongée : SACSO (Sub Aquatique Club du Sud-Ouest)
- Squash : Squash Club De Pessac
- Surf : Surf Life Saving A.L.A.S.C.A.
- Triathlon : P.A.T. (Pessac Aventure Triathlon).
- Nombreux complexes sportifs comme un stade nautique[67], un golf de 27 trous et 9 trous compacts.
- Hockey subaquatique : HockeySubPessac

### Vie associative
Le nombre des associations pessacaises est élevé, il en existe en effet plusieurs centaines. La maison des associations leur offre divers services.

### Cultes

#### Catholicisme
La paroisse de Pessac compte 3 églises:
- Eglise Saint Jacques: 46 Avenue de la Châtaigneraie
- Eglise Saint Jean-Marie Vianney:  23 rue Félix Faure
- Eglise Saint Martin: Place de la 5ème République
Le projet pastoral défini en Décembre 2023 est orienté vers 3 actions: disciples du christ ( pratique des sacrements et accueil spirituel)- disciples en fraternité (activités bénévoles) – disciples en sortie (comunication avec la société et oecumenisme)
La paroisse compte 15 mouvements et associations partenaires: Conférence Saint Vincent de Paul - CCFD Terre Solidaire - Jeunesse Ouvrière Chrétienne (JOC) - Action Catholique Ouvrière (ACO) - Action catholique des milieux indépendants (ACI) - Mouvement des Cadres Chrétiens (MCC) - Bible et lecture - CADIR Aquitaine - Scouts de France - Eglise verte  - Relais Laudato Si  - Nuit des églises - La Fraternité - Aumônerie de Jeanne d’Arc -Assomption - Groupe de prière charismatique «L'Eau Vive»

#### Islam
Selon Jean-Jacques Benoît, maire PS de la ville entre 2008 et 2014, Pessac comptait en 2010 « quelques centaines de musulmans [...] essentiellement d’origine marocaine, mais aussi des Turcs et [...] d’Afrique de l’Ouest ». En 2017, le Rassemblement des musulmans de Pessac, l'association islamique de la ville, estimait pour sa part à 15 000 le nombre de musulmans résidant dans la commune. Pour exercer leur culte, ces derniers disposent, depuis 2014, d'une mosquée située au centre d’activité « Les Échoppes » qui se trouve sur la rue principale de Pessac : l'avenue Jean Jaurès.
En février 2015, des propos tenus par Mohamed Barry, l'imam de la mosquée de Pessac, en 2013 (alors qu'il était encore l'imam de la mosquée de Bègles) lors d'une khotba sur les devoirs respectifs de l'homme et de la femme, sont sortis de leur contexte et déclenchent une polémique. Le maire UMP de Pessac, Franck Raynal, et les fidèles de la mosquée prennent la défense de l'imam. Tandis que Naïma Charaï, conseillère régionale PS d'Aquitaine, exige « une condamnation ferme ».
En novembre 2015, le panneau qui signalait la présence de la mosquée de Pessac est enlevé par les responsables de celle-ci, après les attentats du 13 novembre, de peur qu'il ne soit perçu comme « une provocation ».
En mars 2020, Mohamed Barry, khatib et imam de la mosquée de Pessac depuis sa fondation, quitte ses fonctions à la suite d'une décision interne. Il dirige tout de même une dernière fois la prière du vendredi en son sein, le 13 mars 2020, soit quatre jours avant le début du confinement qui interrompra les offices pendant de nombreuses semaines.
Le 26 octobre 2020, la mosquée Al-Farouq de Pessac est perquisitionnée par la police dans le cadre des « objectifs nationaux de demande de renseignement ». Le domicile et la voiture d'Abdourahmane Ridouane, président de l'association qui gère le lieu de culte, sont également perquisitionnés dans la foulée. Cela fait suite à la volonté exprimée par le Premier ministre, Jean Castex, à l'issue du Conseil restreint de défense et de sécurité nationale du 23 octobre, de renforcer les contrôles auprès de responsables d'associations soupçonnés d'appartenir à la mouvance islamiste après l'assassinat de Samuel Paty.

## Économie

### Chiffres clés
En 2022, la commune de Pessac compte près de 1900 établissements employeurs (entreprises et établissements publics) et offre plus de 33 000 emplois.
En 2010, le revenu fiscal médian par ménage était de 31 075 €, ce qui plaçait Pessac au 12 206e rang parmi les 31 525 communes de plus de 39 ménages en métropole.

### Parcs d'activités
Les parcs d'activités industrielles et tertiaires de Pessac représentent quelque 200 hectares et sont placés en bordure de la rocade et de l'autoroute A63.
- Parc industriel de Pessac-Bersol
  - Superficie : 54 hectares
  - Secteurs d'activités : bâtiments et travaux publics, électronique, arts graphiques et cartonnage
  - Nombre d'entreprises : 180
  - Nombre d'emplois : 6 000
  - Entreprises-phares : Thales Systèmes Aéroportés, Tekelec-Temex, Orange, Hôtel des Monnaies et Médailles, Smurfit-Comptoir du pin, Astera
  - Équipements : hôtels et restaurants Ibis, Campanile, Léon, centre commercial Auchan[76].
  - Le Centre Régional Vincent Merle pour l'orientation, la formation et la connaissance des métiers,
- Parc technologique Europarc
  - environnement de qualité adapté aux nouvelles technologies
  - Superficie : 12 hectares
  - Secteurs d'activités : informatique essentiellement
  - Nombre d'entreprises : 53
  - Nombre d'emplois : 2 300
  - Entreprises-phares : assurances Axa, Atos, Tehtris[77], Orange, Elyo-Océan, I2S, Geomesure, STEF Logistique, Blum-Novotest, Industrie Services HMOUNE, SQLI Bordeaux
- Parc d'activités et lotissement de Canteranne (façade technologique de Pessac)
  - accès direct aux grands axes de communication de l'agglomération bordelaise
  - Superficie : 9 hectares dont 7 000 m2 de bureaux, pour le parc d'activités, 55 000 m2 de terrain pour le lotissement
  - Secteurs d'activités : Parc high tech destiné aux entreprises technologiques comme aux sociétés du secteur tertiaire
  - Nombre d'entreprises : 43
  - Nombre d'emplois : 700
  - Entreprises-phares : Quick-France SA, Beghin-Say, CSIE, Bureau Veritas, Dormeca, Imprimerie Centrale de Bordeaux, Accus services
- Parc d'activités de Magellan (nouvel espace de développement)
  - Superficie : 15 hectares
  - Secteurs d'activités : divers
  - Nombre d'entreprises : 17
  - Nombre d'emplois : 300
  - Entreprises-phares : Proditec, Ricoh-France-Sud-ouest, SEW-Usocome, Forclum, Alary, Plastic-Omnium, Seri
- Parc d'activités des Échoppes
  - ancienne biscuiterie (Le Chat Botté)
  - Superficie : 5 840 m2
  - Secteurs d'activités : divers
  - Nombre d'entreprises : 15 PME et PMI (sur 4 500 m2 de locaux)
  - Nombre d'emplois : 115
  - Entreprises-phares : Lancry-Surveillance Sécurité, Legrand, l'association d'insertion ENVIE, des activités culturelles (studio de répétition pour musiciens, cinéma d'animation, organisation de spectacles) et sur 1 340 m2, le centre Archéologique.
- Parc scientifique Unitec 1
  - accès immédiat au potentiel de recherche et de formation du Domaine Universitaire.
  - regroupe dans un même lieu recherche, formation et industrie.
  - Située sur ce parc, la Pépinière d'entreprises apporte un soutien à la création et au développement d'entreprises technologiques et/ou scientifiques.
  - Ce dispositif est complété par deux hôtels pour entreprises consacrés à ces activités.
- Bioparc: Un pôle de compétitivité pour accueillir les projets liés au secteur des technologies, de la santé et de l’alimentation, créé à la limite des communes de Mérignac et Pessac.

## Agriculture
La commune accueille trois grand crus de l'appellation pessac-léognan (Graves) :
- Château viticole Pape-Clément (Clément V)
- Château Haut-Brion
- Château la Mission Haut-Brion

Plusieurs autres exploitations viticoles sont également présentes: 

### Château Les Carmes Haut-Brion

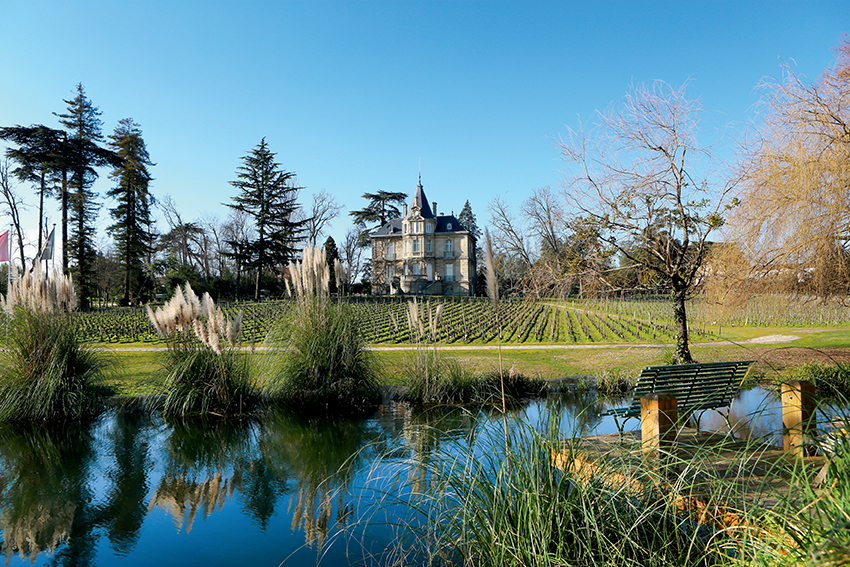
Château les Carmes-Haut-Brion

C’est en 1584, que Jean de Pontac, propriétaire de la maison noble de Haut-Brion, âgé de 101 ans, fit don aux Grands Carmes de Bordeaux d’un moulin, situé sur le Peugue, nommé moulin de Crespiac, avec prés, vignes et autres dépendances. Le terme Brion, d'origine gauloise, pourrait signifier plaine ou hauteur par rapport au Peugue et à ses marais.
En 1630, les Carmes font l’acquisition d’une partie du « bourdieu » de la Pillette à Crespiac.
Ces vignes sont dites de Crespiac et de la Pillette. Elles sont situées sur le plantier d’« aubrion », appellation de l’époque pour tout le territoire du coteau de graves. Propriétaire du domaine pendant deux cents ans, les Carmes durent le céder en 1791 lors de la confiscation des biens de l’église, pendant la Révolution. Il fut racheté au début du XIXe siècle par Léon Colin, négociant en vins à Bordeaux, ancêtre direct des actuels propriétaires, la famille Chantecaille-Furt.
C’est aujourd’hui le vignoble le plus proche des portes de Bordeaux, sur 4,7 hectares d’appellation Pessac-Léognan, bénéficiant d'un microclimat et d'une protection idéaux grâce à son mur d'enceinte. Le second vin est appelé Le Clos des Carmes.
Le petit château construit au XIXe siècle et son parc dessiné par le paysagiste Fischer et sa fontaine datent du XIVe siècle.

### Château Haut-Brana
Dès le XIVe siècle, la motte de Caillau, du nom d’un bourgeois, chevalier de Bordeaux, se dresse près des vignes du Pape-Clément, au lieu-dit Brana. En 1626, cette pièce de terre appartient à la maison de Bel-Air (actuel Pape-Clément), et dans un acte de 1678, on évoque une pièce de vigne au plantier de Noès, au lieu-dit Brana. En 1695, cette pièce de vigne appartient au fief des Jésuites du prieuré Sainte-Marie de Bardanac à Pessac. Au XIXe siècle, ce vignoble, devenu Château Haut-Brana, est la propriété des comtes de Tanquerel de la Panissais. Situé sur la plus haute colline graveleuse du plateau de Noès, à Pessac, et mitoyen du Château Pape-Clément, il bénéficie d’une excellente exposition au midi, son sol comportant 50 % de graves. Aujourd’hui, classé Pessac-Léognan, il figurait autrefois sous l’appellation Hautes-Graves. C’est le plus petit vignoble de Pessac avec une production très confidentielle.

### Château Haut-Bacalan
En 1726, Montesquieu, déjà propriétaire vigneron du château de La Brède, fait l’acquisition d’une trentaine de journaux de Landes à Pessac, en un lieu où la grave avait une densité convenable dans le sable afin d'y planter de la vigne. Ce domaine est identifié sous le nom de Haut-Médoc sur la carte de Cassini. En 1748, ce domaine appartient à M. de Bacalan, écuyer, après acquisition à M. de Montesquieu. À ce moment, cette propriété se compose d’une maison et possession, ainsi que deux pièces de vignes entourées de bois plantés de châtaigniers et de pins afin de les protéger de la gelée. Les vignes laissèrent la place en 1933 à une importante ferme consacrée à l’élevage du porc. Sans production pendant 70 ans, le vignoble a été replanté en 1998 sur ses terres.
Classé Pessac-Léognan, ce Château a fait sa première nouvelle récolte en 2001. Ce vignoble de sept hectares de graves sur argiles est planté à majorité de Merlot. Le Château la Mission Haut-Brion fait face au Château Haut-Brion et appartient aux mêmes propriétaires mais fait partie de la commune limitrophe de Talence.

## Culture locale et patrimoine

### Lieux et monuments

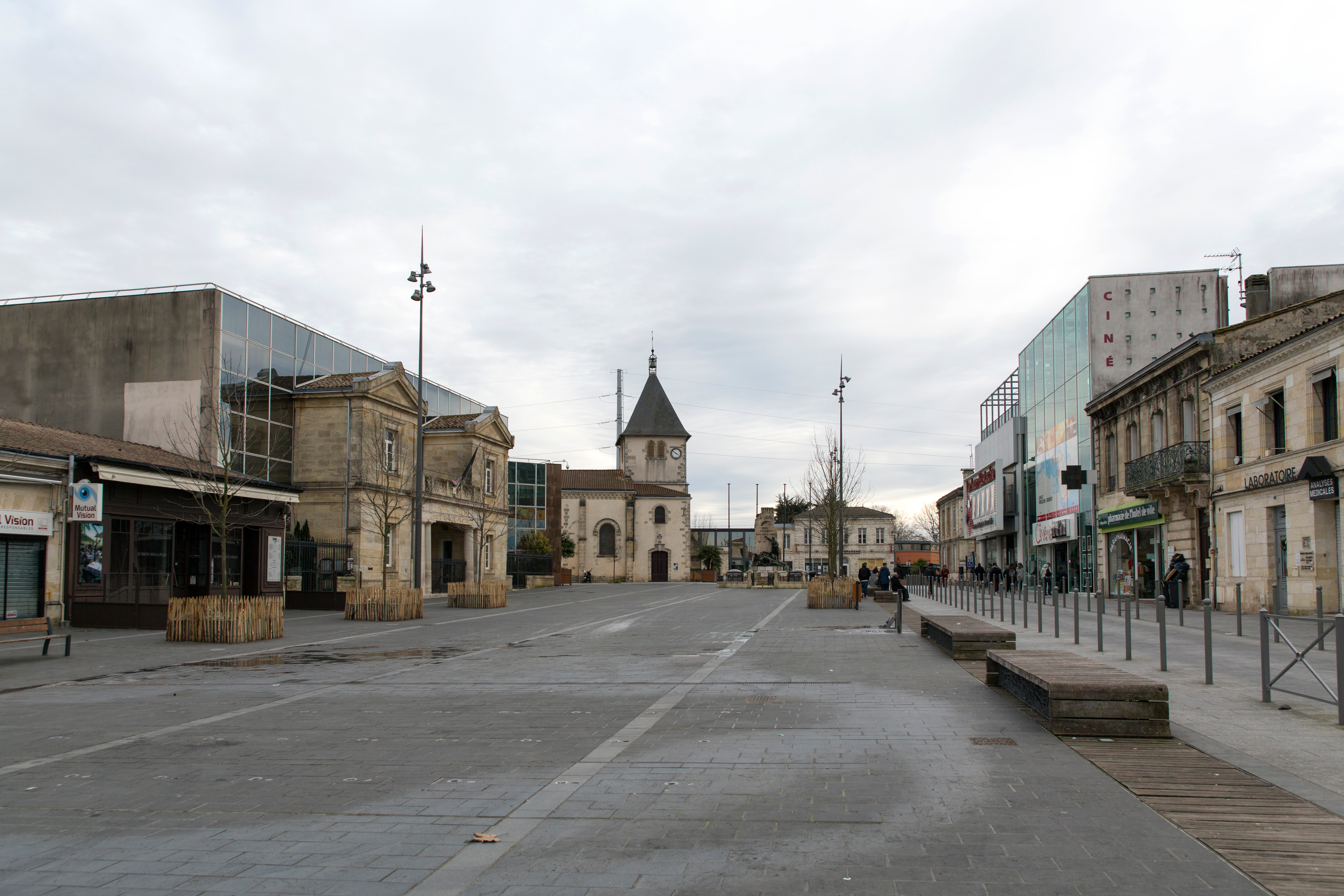
Le centre, avec l'église Saint-Martin en arrière-plan

- L’hôtel de ville, place de la Ve-République au centre de la commune, construit au XIXe siècle a été reconstruit en 1988 ; son architecture moderne, en verre, a conservé le pavillon central en pierre de l’ancienne mairie datant de 1868.

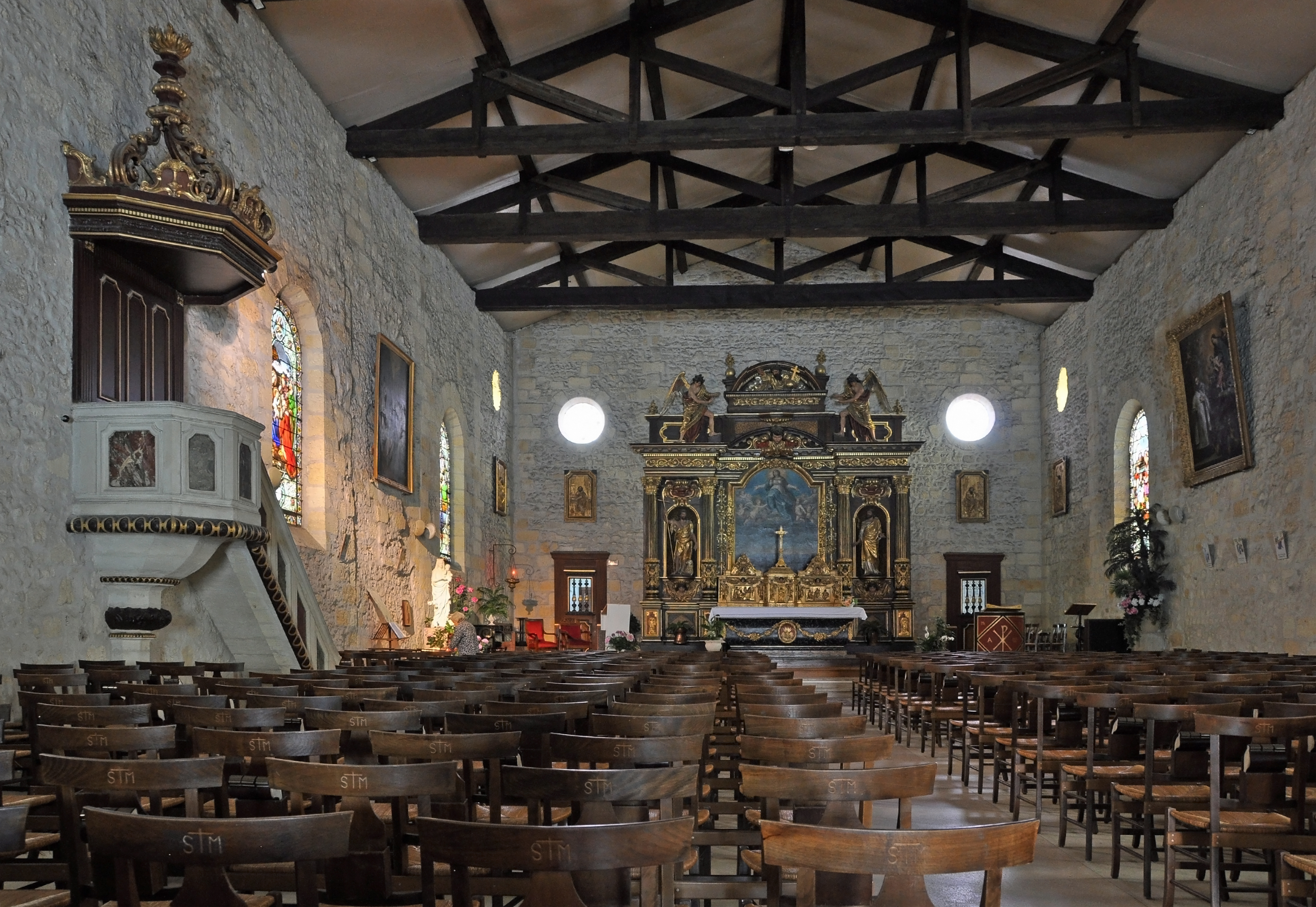
L'église Saint-Martin, vue de l'intérieur.

- L’église Saint-Martin, place de la Ve-République, de style roman, a probablement été édifiée au XIe siècle sur les bases d’une construction gallo-romaine ; du bâtiment du Moyen Âge, il ne reste que peu de choses, quelques traces d’anciennes fenêtres sur le mur extérieur ou sous le porche. L’église, d'aujourd’hui, date du XVIIe siècle et les agrandissements de 1865 ; elle abrite un retable baroque en bois doré du XVIIIe siècle.
- Église Saint-Jacques de la Châtaigneraie.
- Église Saint-Jean-Marie-Vianney de Pessac.

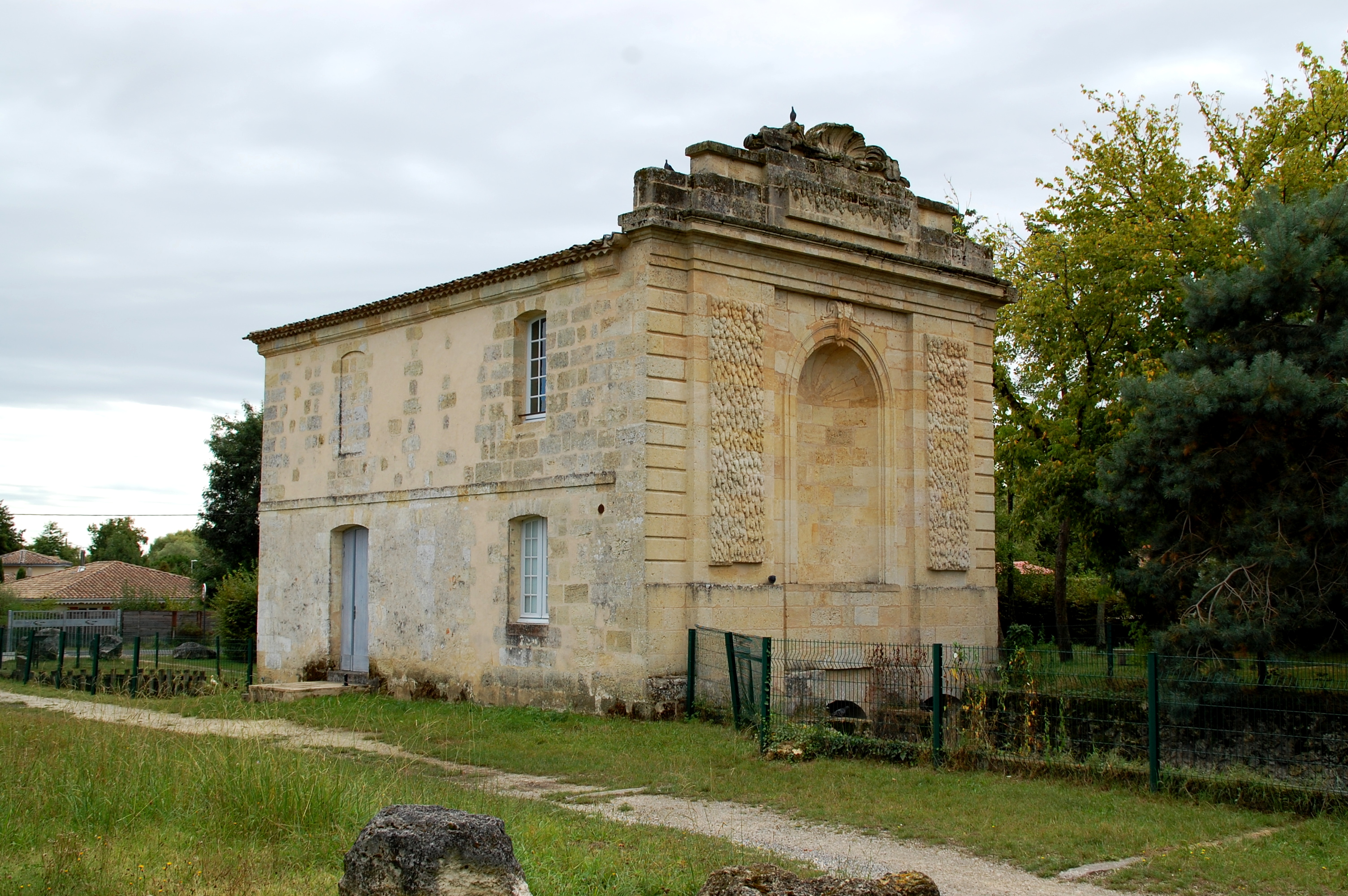
Le moulin de Noès.

- Église Saint-Vincent de Toctoucau.

- Inscrit MH[78] Le moulin de Noès[79], rue Albert-Laurenson est le dernier vestige de la ferme expérimentale née de l’application locale de l’arrêt du Conseil du Roy, en date du 16 avril 1761, favorisant le défrichement des terres libres du royaume pour éviter la « disette du grain » et construite par Jacques-Alexandre Laffon de Ladebat, armateur bordelais (père d'André-Daniel Laffon de Ladebat), dans une zone marécageuse des « landes de Bordeaux » qui a été asséchée pour y faire des plantations ; cette ferme était destinée à la culture de céréales mais également à l'élevage de vers à soie, nourris grâce à une plantation de mûriers et formait des valets de chambre dont les meilleurs devenaient propriétaires d’un lopin de terre ; la ferme a été détruite en 1970 et il n'en reste que le moulin à trois arches bâti sur le ruisseau du Peugue qui sert de limite aux communes de Pessac et de Mérignac qui a été restauré en 1993 ; il se distingue par l'architecture de son élévation amont : niche à voûte en cul-de-four avec moulures et agrafe à volutes, fronton à décor figurant eau ruisselante, conque et plantes aquatiques.

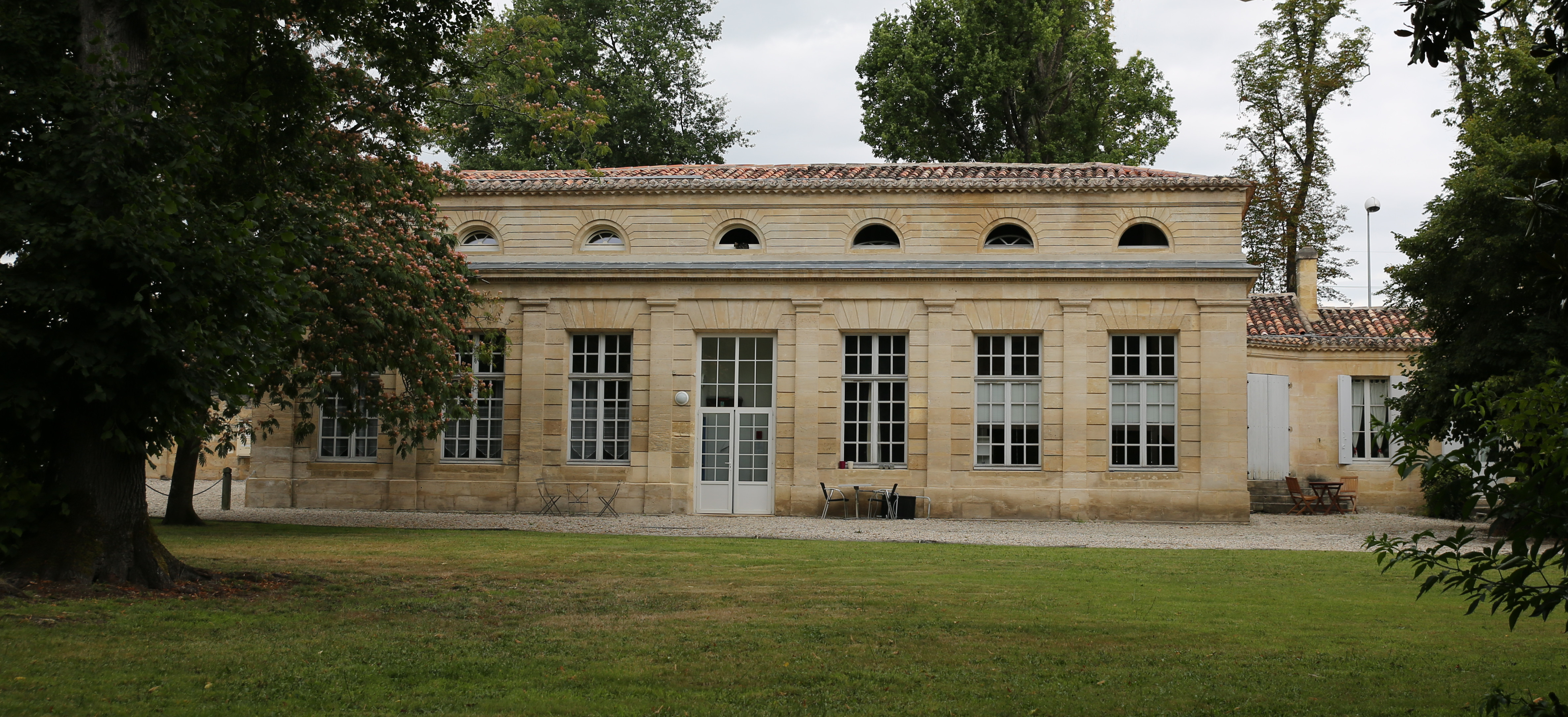
L'Orangerie.

- Inscrit MH[80] L’Orangerie ou Bagatelle, 26, avenue Roger-Chaumet est une partie de la maison Doré du XVIIIe siècle ; en 1844, son propriétaire, monsieur Doré, était directeur aux contributions ; ce bâtiment est inscrit aux Monuments historiques.
- L'Historial Raphaël St Orens de Pessac est logé avenue de Camponac dans l’ancien cuvier du château de Camponac. Il ne se définit non pas comme musée mais comme une initiation à l’histoire de Pessac, à destination des adultes et des enfants. Il est actuellement géré par l'association "Passeurs de Mémoire de Pessac".
- Inscrit MH[81] Le prieuré de Bardanac.
- Classé MH (1980) La cité Frugès est l’un des deux lotissements[82] conçus par l’architecte suisse Le Corbusier en 1924 (en collaboration avec son cousin Pierre Jeanneret, architecte également) pour le compte de l’industriel sucrier Henri Frugès.

L’industriel souhaitait loger ses ouvriers « sur une vaste prairie entourée de bois de pins, pour y édifier une cité jardin ». Sur le projet initial de 135 maisons, les 50 habitations construites répondent à 7 types différents : zigzag, quinconce, jumelle, gratte-ciel, arcade (architecture), vrinat et isolée. Avec leurs toitures terrasses, leur construction en béton armé et la polychromie de leurs façades, les maisons furent un laboratoire en vraie grandeur des idées novatrices de l'architecte.
La maison, située au 3 de la rue des Arcades, maison type dans un ensemble de sept à la limite du quartier et qui a conservé un état proche de l’origine, est classée monument historique.
La ville de Pessac a redécouvert son patrimoine à l’occasion de ce classement et a acquis une maison « gratte-ciel », située 4 rue Le Corbusier et transformée en maison « Frugès-Le Corbusier », ouverte à la visite et lieu de diverses expositions tout au long de l'année. Elle conserve une maquette de l’ensemble, réalisée par Henry et Christiane Frugès en 1967.
Après une longue période d’oubli, pendant laquelle les maisons furent largement modifiées par leurs habitants, la cité est progressivement rénovée par ses nouveaux occupants, souvent passionnés de l'architecte.
Ce lotissement est inscrit dans une Zone de Protection du Patrimoine Architectural Urbain et Paysager : des recommandations architecturales simples assurent la sauvegarde de l’ensemble, tout en s'efforçant de lui conserver son caractère initial de «cité d’habitation populaire».
- Usine de la Monnaie de Paris
- La Société Musicale Saint-Martin a été fondée le 24 août 1861. À ses débuts, elle était installée dans la salle de prétoire et de la justice de Paix, en lieu et place de la future mairie de Pessac. À la suite de l’arrêté préfectoral du 14 mars 1865, elle obtient le statut de « Société mutualiste ». Elle prend désormais en charge, jusqu’à la création de la Sécurité Sociale en 1945, les frais médicaux de ses adhérents. En 1868, Edmond Grangeneuve qui est alors le président de l’association, achète le terrain 80 avenue Pasteur. La construction de l’échoppe débute alors. Elle est inaugurée le 8 août 1869.

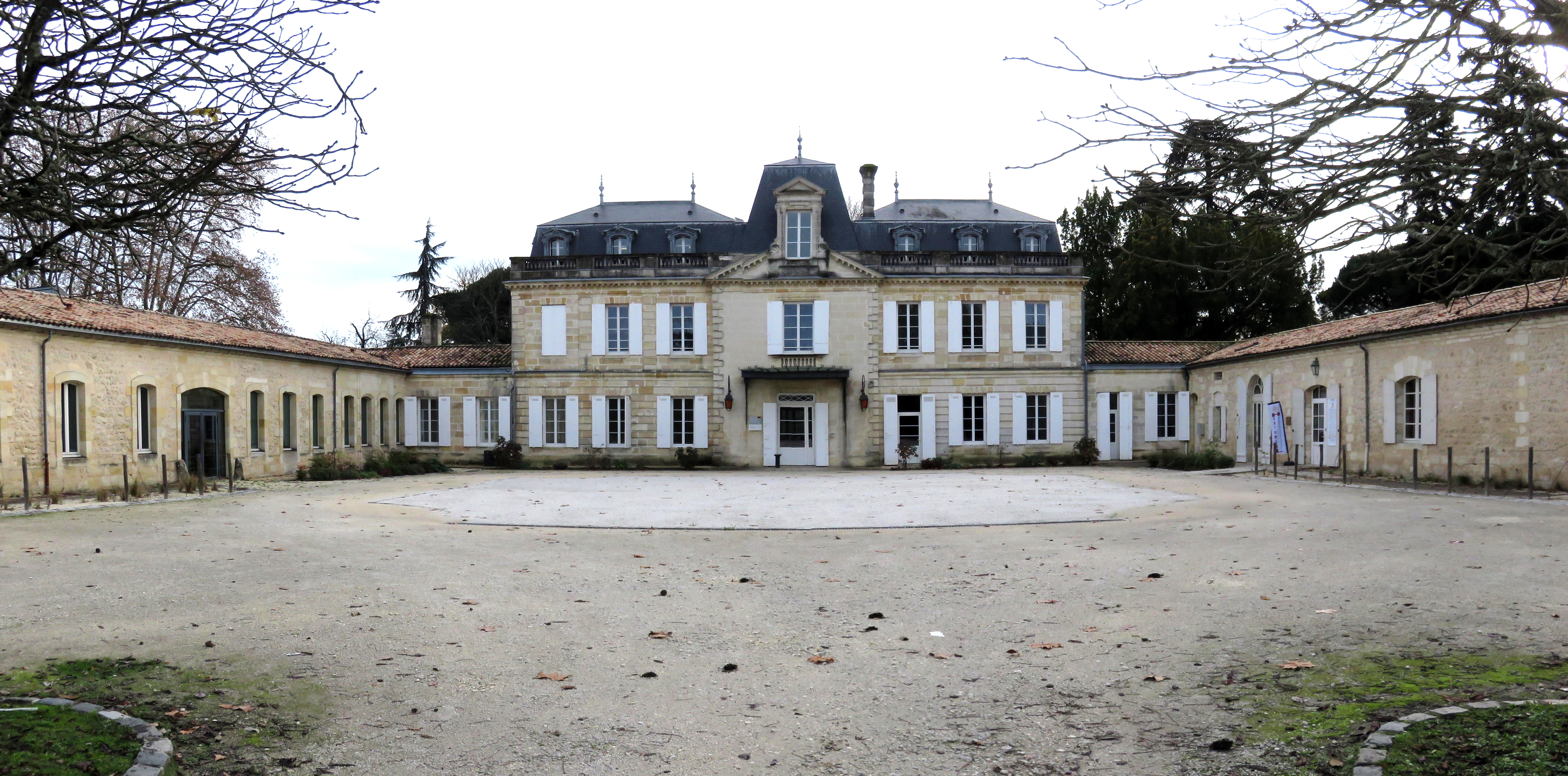
Château de Camponac, Historial Raphaël Saint-Orens (musée)
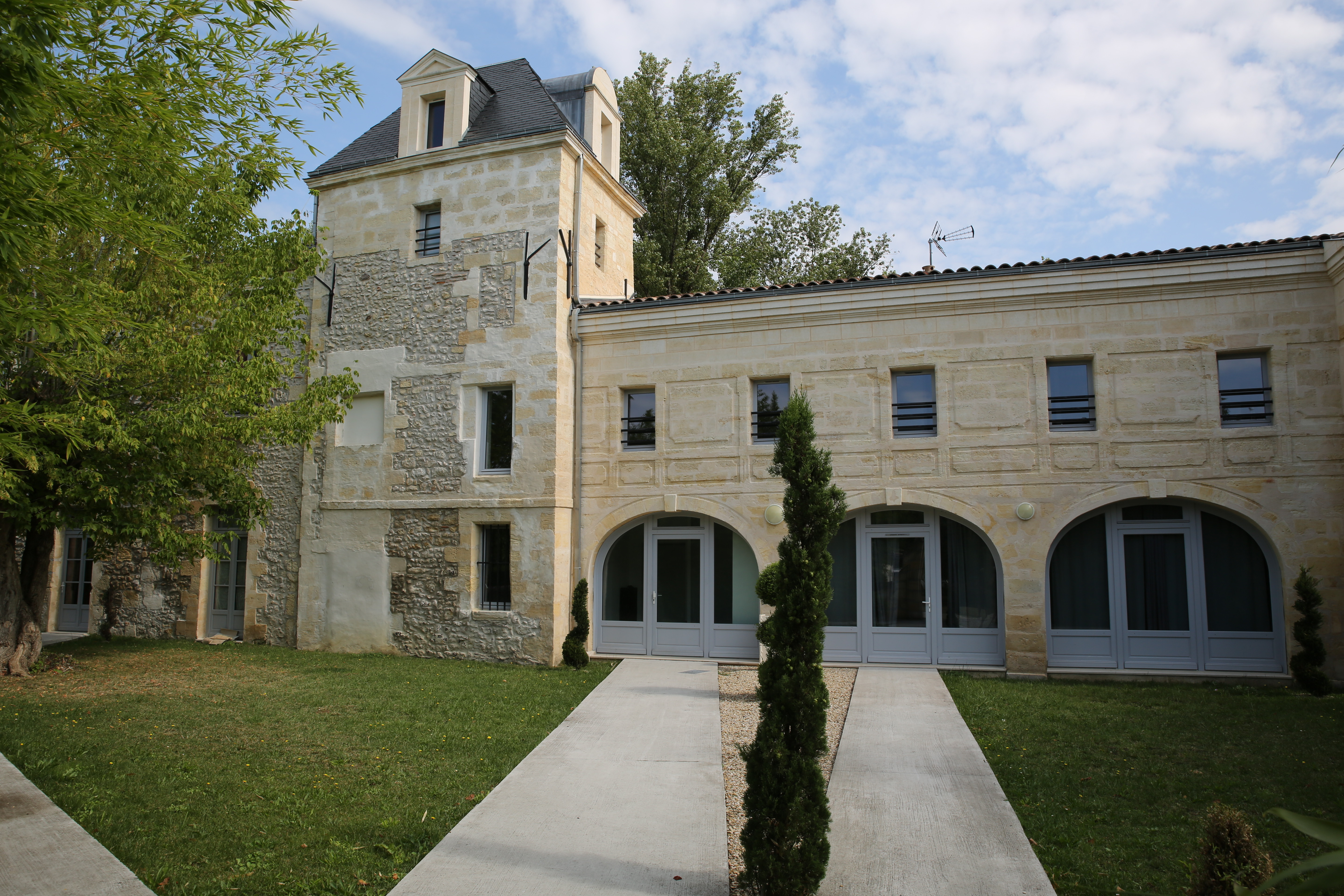
Le prieuré de Bardanac.
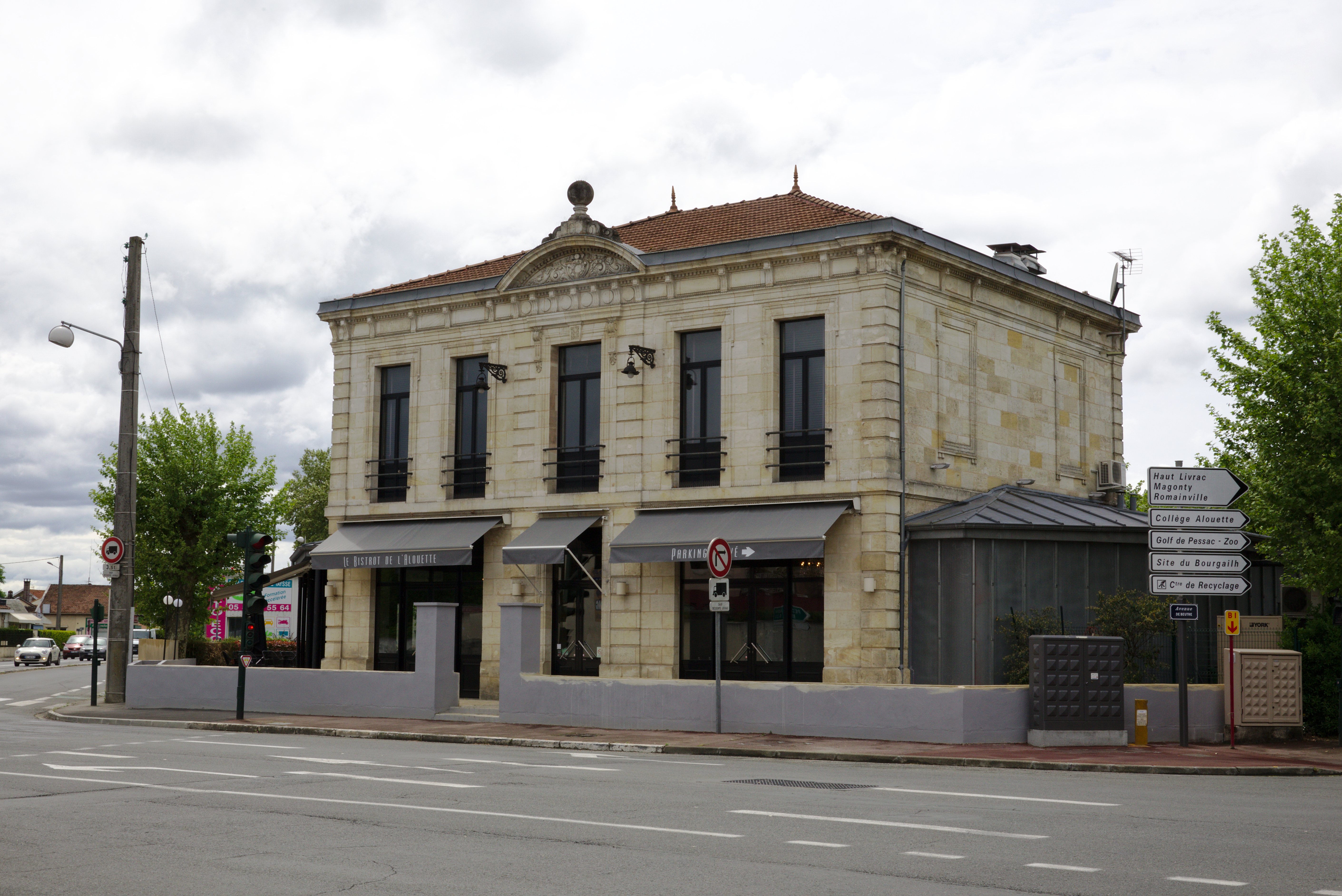
Pessac Alouette
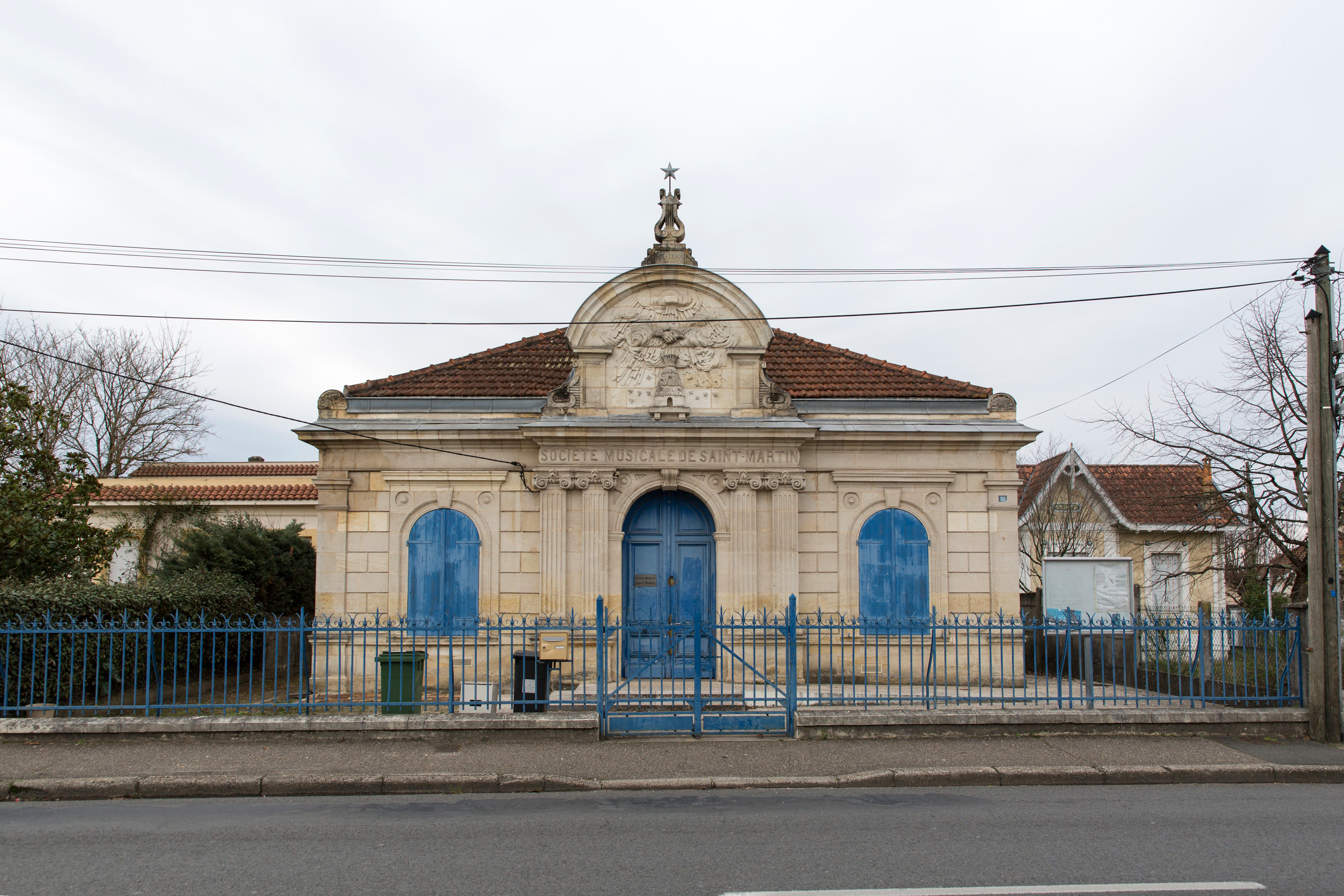
Société Musicale Saint-Martin
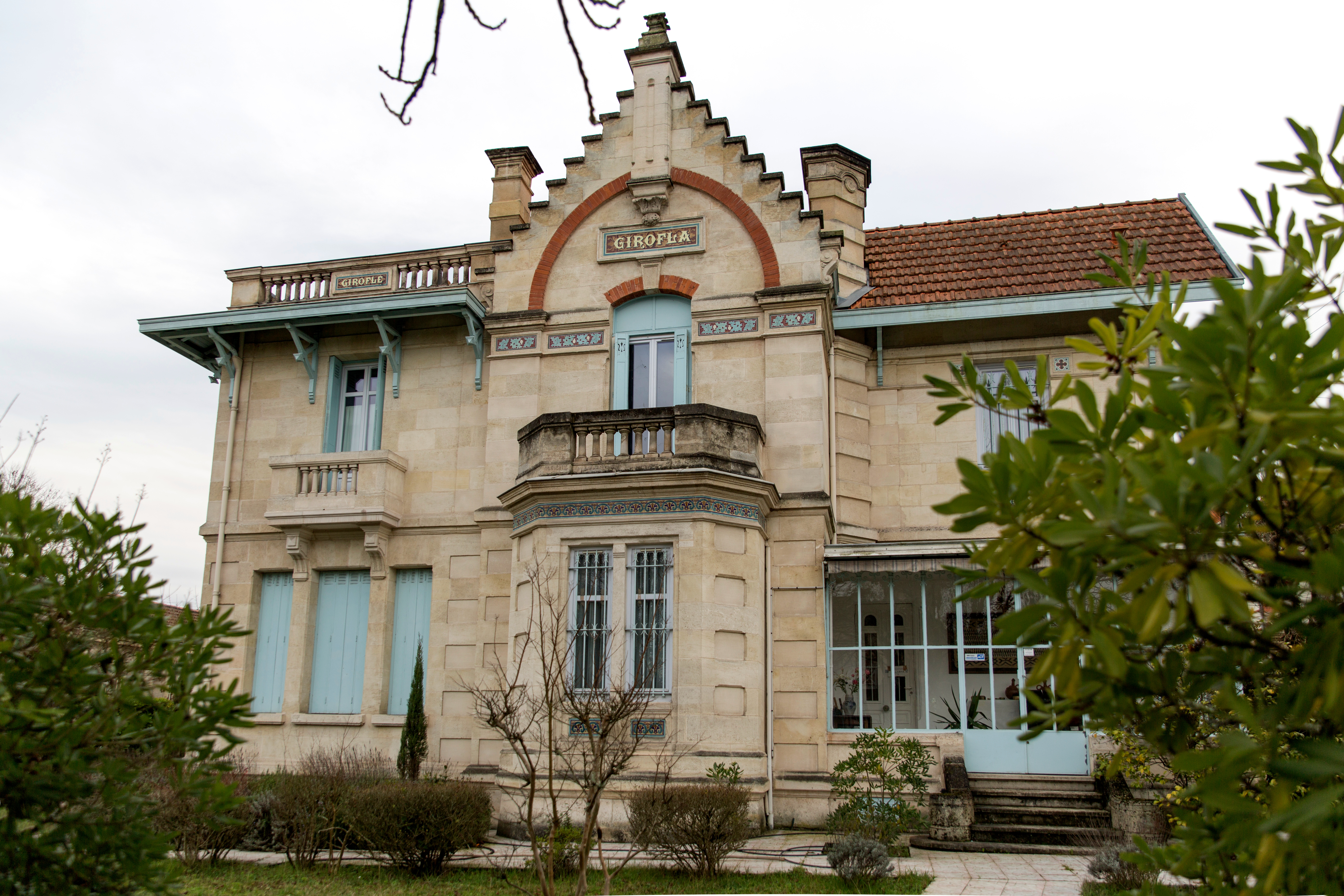
Villas pessacaises
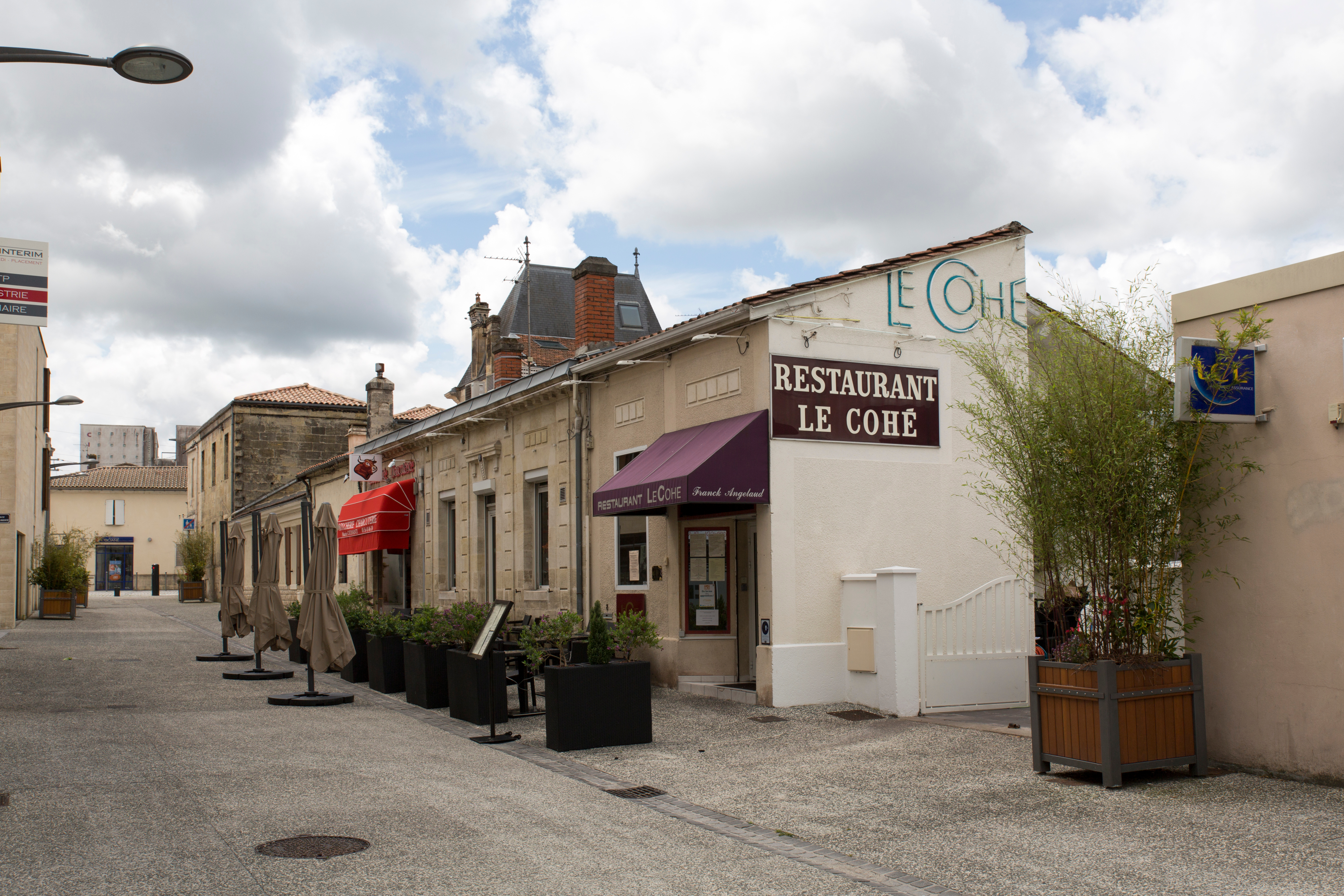
Rue Cohé

### Patrimoine culturel

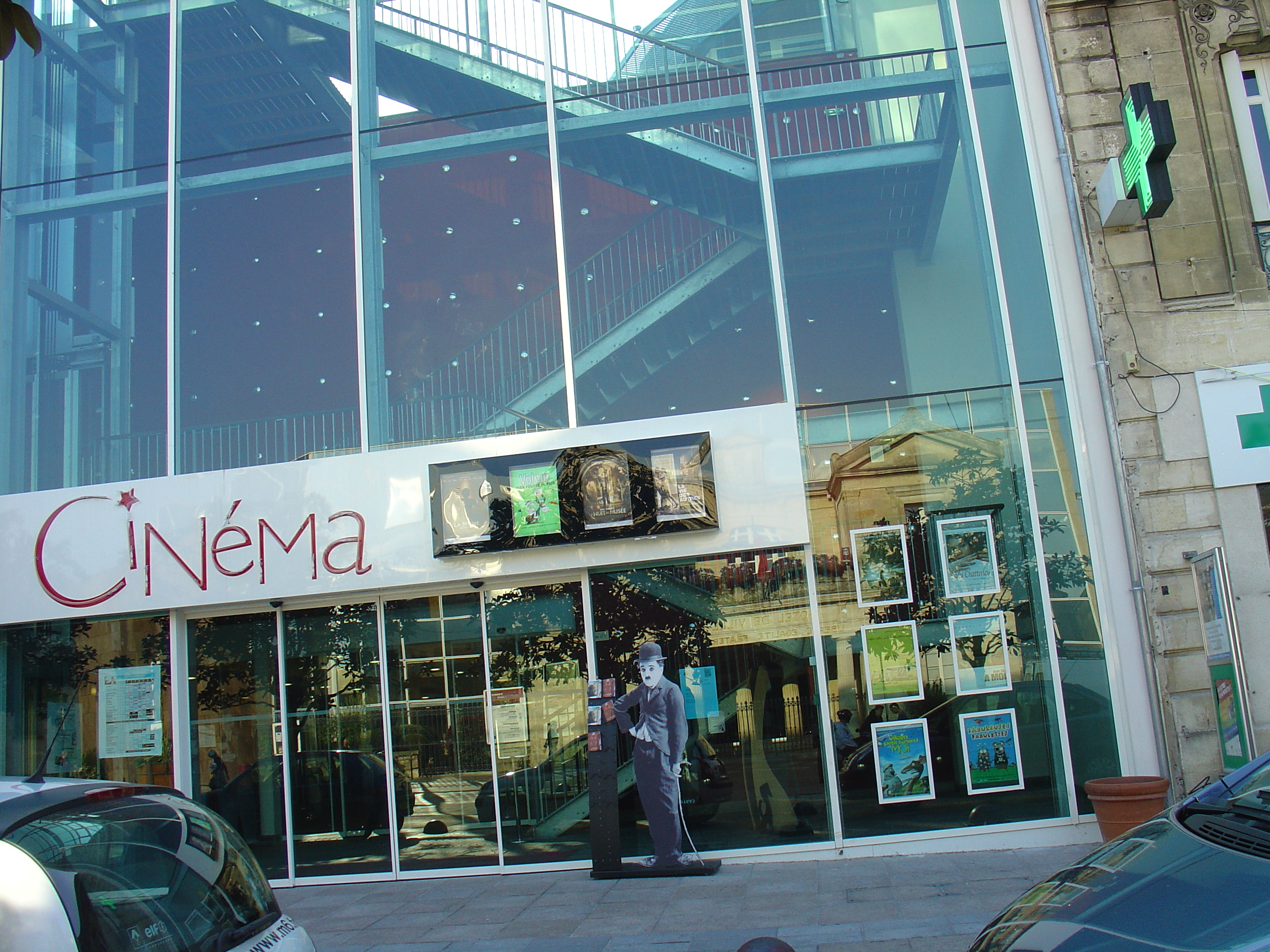
Cinéma Jean-Eustache.

- Des cinémas dont le cinéma Jean-Eustache (cinq salles climatisées dont une équipée d’écran géant de 84 m2. 780 fauteuils), adhérant à l’association des cinémas de proximité de la Gironde[86], ainsi qu'un pôle régional d’éducation artistique au cinéma en Aquitaine. La ville accueille un festival international du film d’histoire.
- La médiathèque de Camponac[87]
- Le Théâtre Le Royal
- Salle Bellegrave
- Salle Le Galet

### Patrimoine naturel

#### Coulée verte du Peugue
La Coulée verte du Peugue est le fruit de l’aménagement par la ville de Pessac d’une ceinture d’environ 10 km, tout le long du ruisseau du Peugue, depuis la rocade jusqu’aux limites ouest de la partie urbanisée de Magonty, sur 300 hectares. Elle comporte deux sites : le bois des Sources du Peugue et l’écosite du Bourgailh.

#### Bassin de Cap de Bos
Quartier de Cap de Bos. Entrée : avenue des Provinces
Cet espace était, jusqu’à la fin du XXe siècle, une lande marécageuse épargnée par l’urbanisation. Sur le plan cadastral de 1813, on remarque une lagune répertoriée appelée « Soudour » sur le site de l’actuel bassin de Cap de Bos. En 1993, la CUB fait mener des travaux de terrassement dans le double objectif de creuser un bassin d’étalement des crues et d’utiliser le sable extrait pour recouvrir la décharge du Bourgailh, fermée la même année. Lors de ces travaux, un technicien passionné de fossiles en reconnaît certains, assez rares, dans le sol remué. L’ASCPA (Association sportive et culturelle Pessac-Alouette), section Paléontologie, intervient aussitôt sur le site. Elle y découvre des fossiles d’animaux marins datant de 18 millions d’années : Pessac était alors située sur la zone de contact entre le delta de la Garonne et la Côte Atlantique. L’aménagement paysager des abords du bassin s’est achevé en 2004.

#### Site du Bourgailh

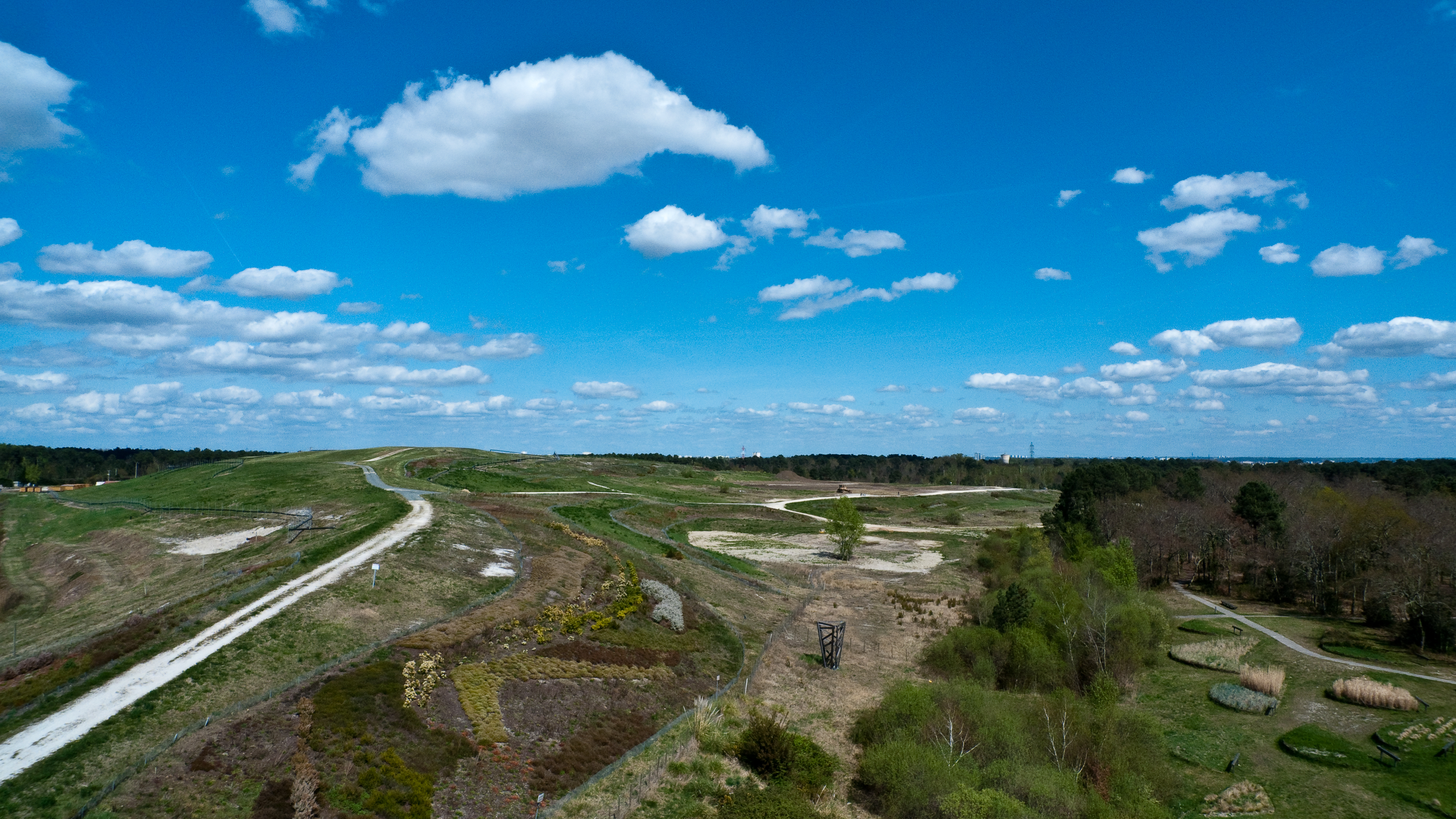
Vue du site du Bourgailh depuis un belvédère.

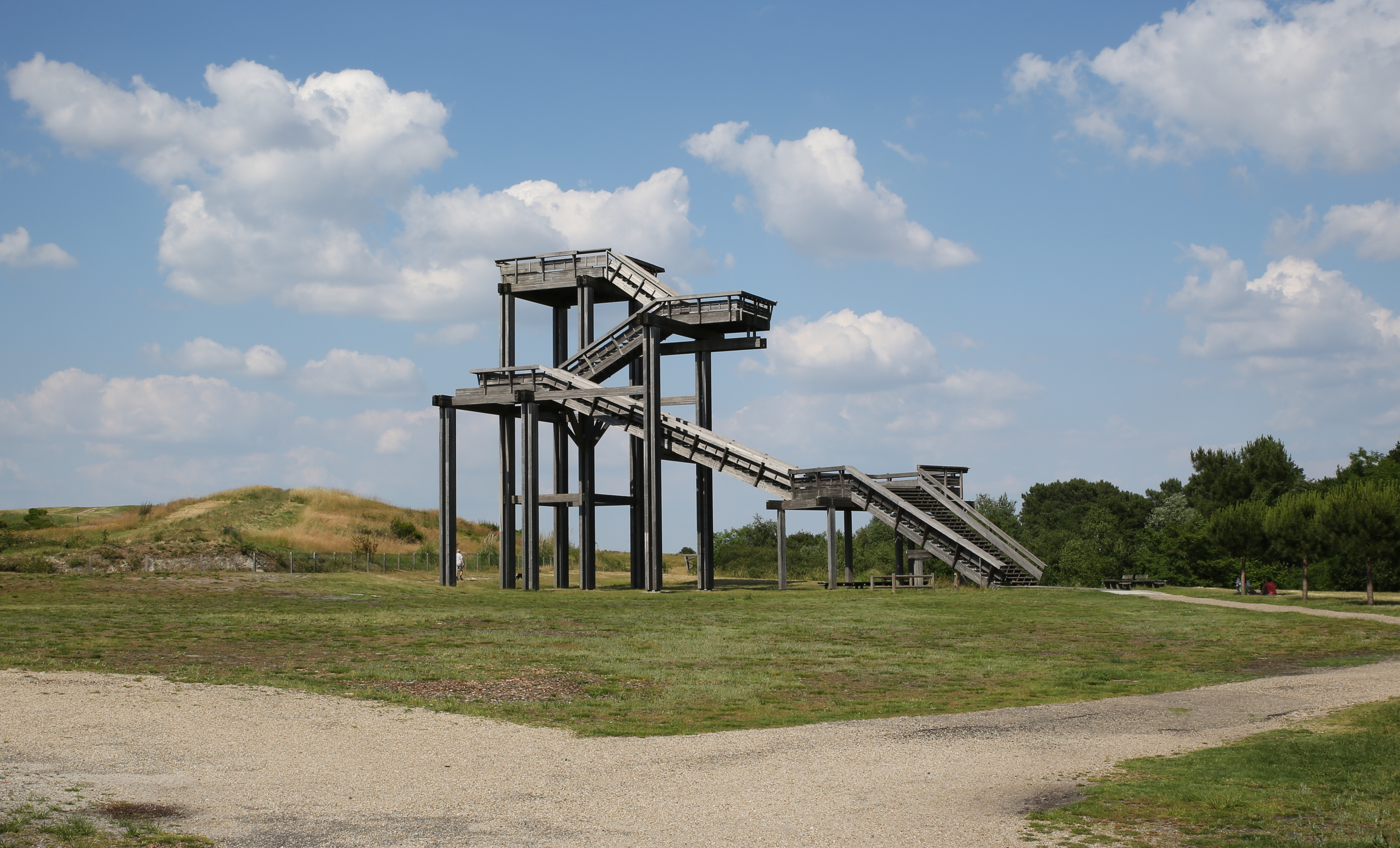
Détail d'un belvédère du Bourgailh.

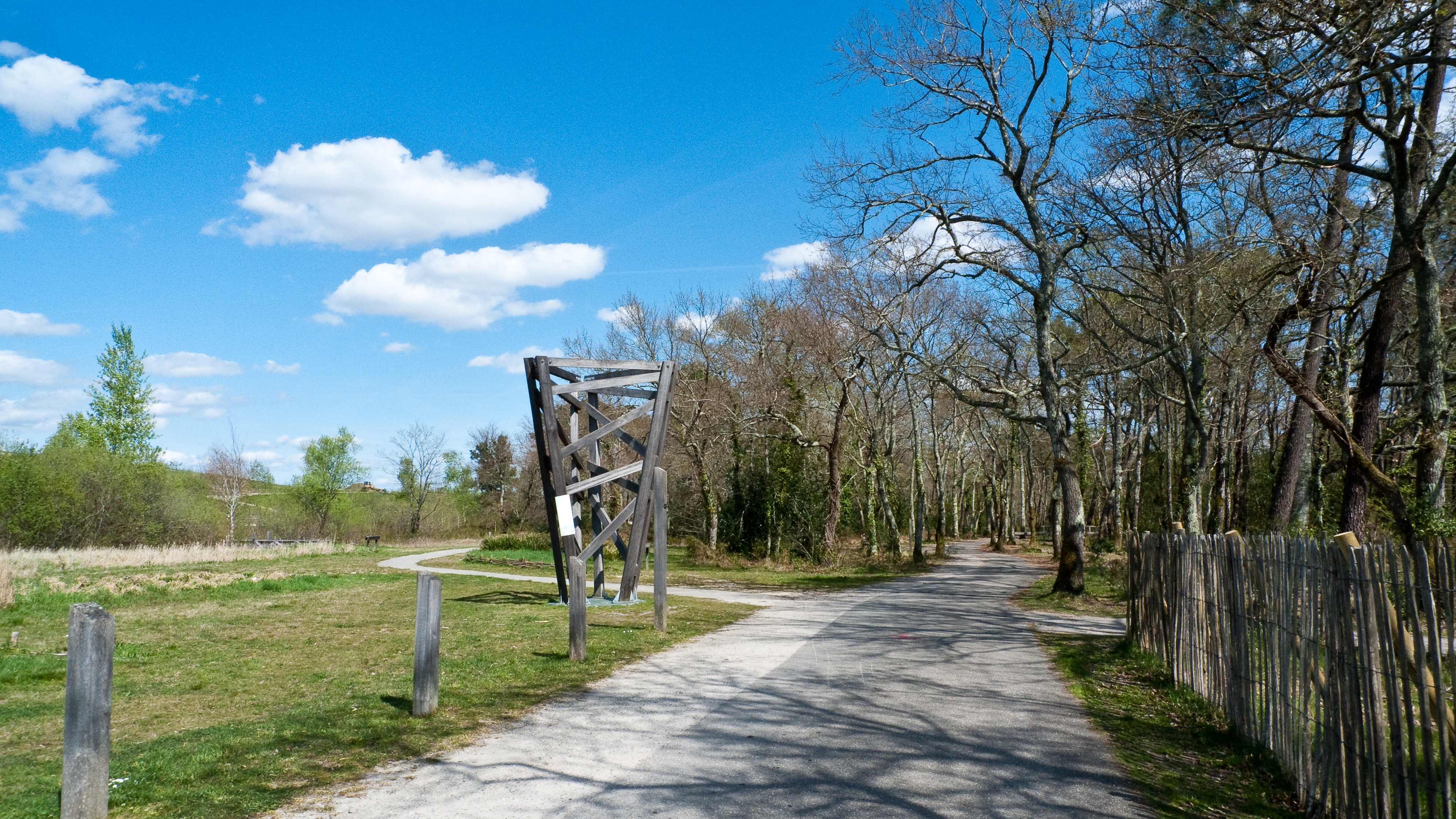
Grande promenade du site du Bourgailh.

Implanté sur 170 ha, le site du Bourgailh est un espace consacré à l’environnement, ouvert au public en 2005.
L’espace nature et loisirs de la forêt du Bourgailh, située entre la rocade et le quartier de Cap de Bos sur 63 hectares, intègre la création de sentiers de promenade, de belvédères, de passerelles et promontoires, d’un cheminement pédagogique, de jardins thématiques, de jardins familiaux, de floralies et un itinéraire de voies piétons/deux roues.

#### Serre tropicale
La serre du Bourgailh abrite une collection de 1 200 espèces réunissant 4 500 plantes sur une surface de 1 300 m2.

#### Colline du Bourgailh
Le site du Bourgailh est situé sur l’ancienne décharge communautaire, une véritable colline qui culmine au cœur du site, à 70 mètres d’altitude.
Le projet mené en partenariat avec la communauté urbaine de Bordeaux et confié à l’équipe d’architectes paysagistes Jacques Coulon et Linda Leblanc, a vu ses travaux s’échelonner de 2004 à 2006.

#### Parc de Razon

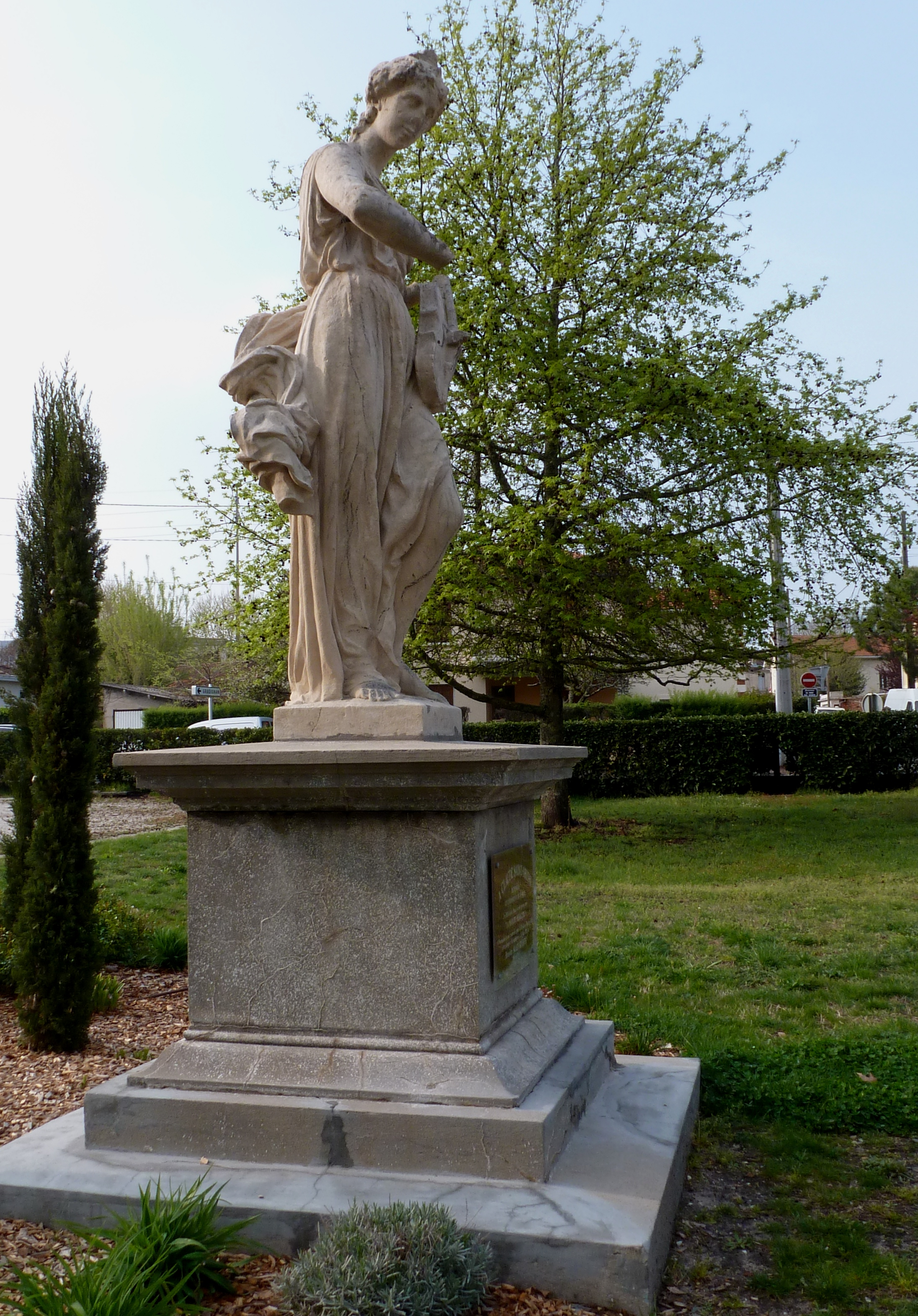
Statue de la Musique installée en 1936 à l'entrée du parc Razon.

Ce parc tire son nom de « raze font » ou pleine fontaine, toponymie due certainement à l'abondance de ses eaux. En 1929, le terrain fut acheté par la ville de Pessac pour réaliser le parc des Sports. En 1938, de nouvelles installations sportives furent créées autour du château de Bellegrave, qui deviendra le parc des Sports, quant à celles du parc Razon, elles seront partiellement détruites, seuls resteront les terrains de tennis.

#### Parc et étang de Fontaudin

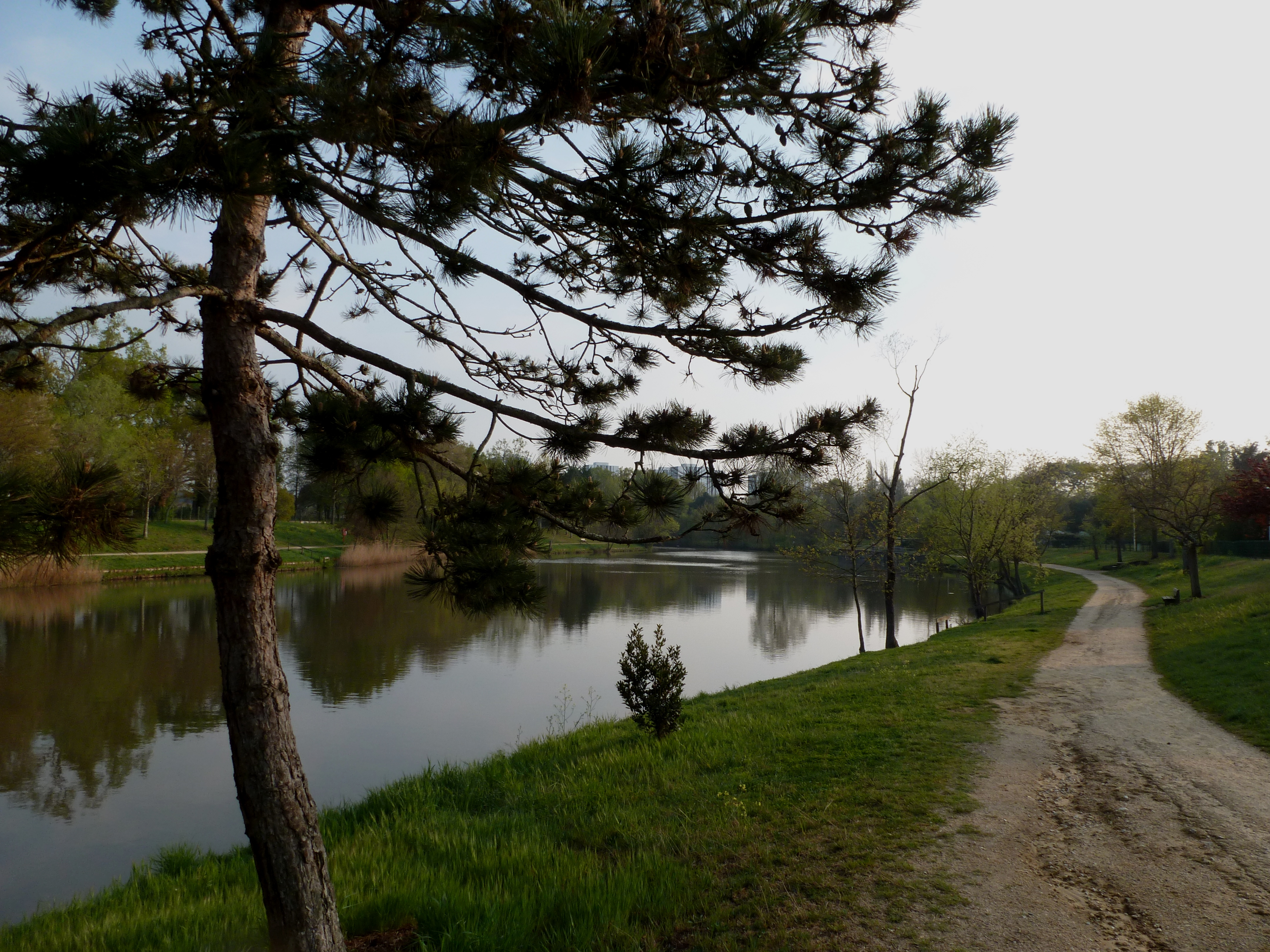
Parc et étang de Fontaudin.

Jusqu’en 1981, on trouvait un pré où paissaient encore quelques moutons, une partie d’un ancien domaine qui, depuis plus de cent ans, appartenait à la congrégation des sœurs de Saint-Joseph.
Outre leur activité agricole (avec une école d’agriculture au début du XXe siècle) les religieuses accueillirent sur leur propriété, selon les époques, différents publics en difficulté : sœurs âgées ou malades, orphelins de guerre, prêtres en retraite, jeunes gens en convalescence et enfin enfants en bas âge. Dans les années 1920, puis les années 1960, le domaine fut morcelé petit à petit.
En 1982, confrontée à la nécessité de prévoir des réservoirs pour absorber les trop pleins d’eau en cas de crues, la communauté urbaine de Bordeaux achète une parcelle à la congrégation et y fait creuser un bassin de 48 000 m3, qui fut mis en eau en 1985.

#### Bois de Saige
Jusqu’au début des années 1970, le quartier de Saige possédait cinq sources naturelles « coulant d’abondance ». L’une alimentait un vivier existant depuis le Moyen Âge et remanié au XVIIIe siècle ; les autres étaient captées par de « charmantes fontaines monumentales », dont l’une a été démontée et reconstruite dans le parc de Camponac.
Le bois de Saige a été réaménagé en 1997 dans le cadre de la réhabilitation du quartier.

#### Parc et château de Camponac
En 1610, un acte de vente de cette terre mentionne une maison ancienne, rénovée par son nouveau propriétaire, M. de Fonteneil, qui donnera un nouvel essor à la propriété. Au XVIIIe siècle, la propriété appartient à la famille de Navarre, et le domaine sera agrandi. Au XIXe siècle, la vieille bâtisse est remplacée par une chartreuse, maison basse à deux ailes, dont le corps central sera rehaussé d’un étage ; la véranda, le péristyle et l’allée de platanes qui part vers les terrains de sports, au nord du parc, datent également du Second Empire. La fontaine du XVIIIe siècle que l’on voit dans le parc provient du domaine de Saige, disparu aujourd’hui. Elle a été démontée puis remontée à Camponac, en 1979, par les membres de l’association « Les amis du beau et du vieux Pessac ».
Aujourd’hui, le lieu a laissé place à une Médiathèque. Dans la cour carrée du château de Camponac est logé le musée du patrimoine local de Pessac, l'Historial Raphaël St Orens de Pessac.

#### Parc de Jozereau
Le plan d’eau est aménagé sur l’ancienne cavité d’extraction de l’argile. Dans les années d’après-guerre, le parc de Jozereau est en partie propriété de la SNCF qui entretient les abords de la voie ferrée. La Ville de Pessac en fait l’acquisition quelques années plus tard.
Le parc a été, depuis la première moitié du XIXe siècle et une centaine d’années durant, la carrière d’argile qui alimentait la briqueterie Jozereau, située à 300 m de là, à l’emplacement du centre commercial actuel.

#### Domaine de Cazalet

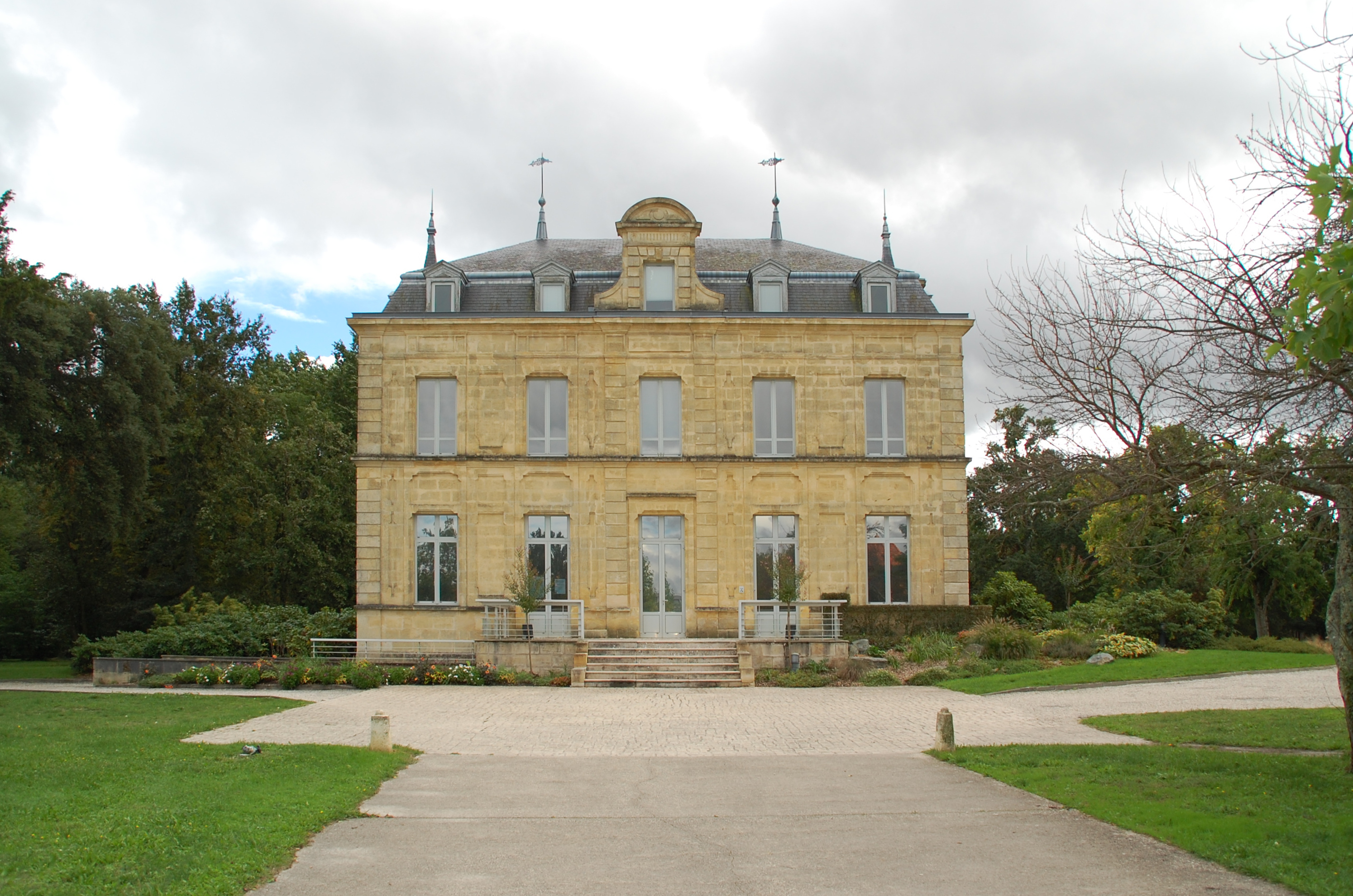
Le château de Cazalet.

Du nom d'un avocat bordelais, François Cazalet, né en 1730. Un négociant en bonneterie, Firmin Ferdinand Clouzet, qui sera maire de Pessac de 1870 à 1878 et membre du conseil général de la Gironde pour le canton de Pessac, rachète le terrain à Firmin Jarrige, maire de 1809 à 1822. Il y fait édifier le château en 1882 et lui donne son nom. Il produit un cru de vins rouges de Graves. C’est en 1941 que Charles Ragot fait acquisition du parc, des dépendances et du château, réquisitionné par l’occupant, jusqu’en août 1944. Entre 1955 et 1967, près de 80 salariés travaillent sur le domaine, rebaptisé Ragot-Cazalet. À la suite de la faillite de l'Entreprise Ragot, la propriété doit être vendue à un promoteur immobilier qui projette l'édification de 800 logements. L'action du Syndicat de Quartier de France et d'autres associations bloque ce projet La communauté urbaine de Bordeaux rachète alors la propriété en 1983 à Charles Ragot puis cède les droits de propriété à la commune de Pessac, actuelle propriétaire. Après des travaux de restauration, comprenant l’éclaircissement, le réaménagement du parc, la réfection du pigeonnier en briques roses et la mise en place d’un accès accompagné de parkings le château Cazalet abrite les festivités de la Rosière.

#### Parc animalier et végétal
Le projet SAVE (Symbioses Animales, Végétales et Environnementales) prévoyait pour 2017 la réalisation d’un grand parc animalier et végétal, pour l’agglomération bordelaise et la région. Il intégrait la rénovation du parc zoologique de Bordeaux Pessac. Le projet, estimé à 50 millions d’euros, est arrêté en 2014 par le nouveau maire de Pessac Franck Raynal.

### Personnalités liées à la commune

#### Naissances
- Germaine Bonnafon (1922-2016), membre de la résistance intérieure française à Bordeaux et à Paris de juin 1940 à avril 1943, déportée à Ravensbrück et Zwodau, engagée après guerre dans la Fédération nationale des déportés et internés résistants et patriotes.
- Yvette Roudy, ministre socialiste née le 10 avril 1929 à Pessac.
- Jean-Jacques Sempé, dessinateur, né le 17 août 1932 à Bordeaux, il a grandi à Pessac.
- Jean Eustache, réalisateur né le 30 novembre 1938 à Pessac et mort à Paris le 5 novembre 1981. Il réalise notamment La Rosière de Pessac en 1968 et en 1979.
- Tanguy Pastureau, humoriste né le 26 janvier 1974 à Pessac.
- Myriam Borg-Korfanty, handballeuse née le 18 octobre 1978 à Pessac.
- Julien Lescarret, matador né le 18 août 1980 à Pessac.
- Nicolas Depoortère, rugbyman né le 13 janvier 2003 à Pessac.
- Zakary Bairi, né le 14 avril 2003 à Bordeaux, il a grandi à Pessac.
- Lylou Borg, handballeuse, née le 31 mai 2005 à Pessac.

#### Décès
- Jacques Ellul, professeur d'histoire du droit, théologien protestant et sociologue, né à Bordeaux le 6 janvier 1912 et mort à Pessac le 19 mai 1994.
- Roger Lapébie, coureur cycliste né le 16 janvier 1911 à Bayonne et mort à Pessac le 12 octobre 1996.
- Monique Laks, militante pour l'indépendance de l'Algérie et enseignante en sociologie à Bordeaux, née le 26 janvier 1934 à Paris et décédée le 18 avril 2004 à Pessac.
- Marcel Merkès, chanteur d'opérette né le 7 juillet 1920 à Bordeaux et mort le 30 mars 2007 à Pessac.
- Bernard Murat, homme politique français né le 19 février 1946 à Brive et mort 27 avril 2018 à Pessac.

## Héraldique, logotype et devise

### Héraldique
| Blason de Pessac | Blason  | D’azur à la barre partie de sinople* et de gueules* accompagnée en chef de deux grappes de raisin fruitées d’or, tigées et feuillées de sinople, et en pointe d'une forêt de pins sur une terrasse isolée de sable*. Devise / CriIn me sanitas et robur (en moi la santé [par les pins] et la force [par le vin]). |
| Blason de Pessac | Détails | Les raisins du blason symbolisent les vignes de la ville, les pins symbolisent la forêt qui entoure la ville de Pessac, les landes de Gascogne. * Il y a là non-respect de la règle de contrariété des couleurs : ces armes sont fautives. Le statut officiel du blason reste à déterminer.                        |

### Logotype

Évolution du logo
Logo jusqu'à 2015.
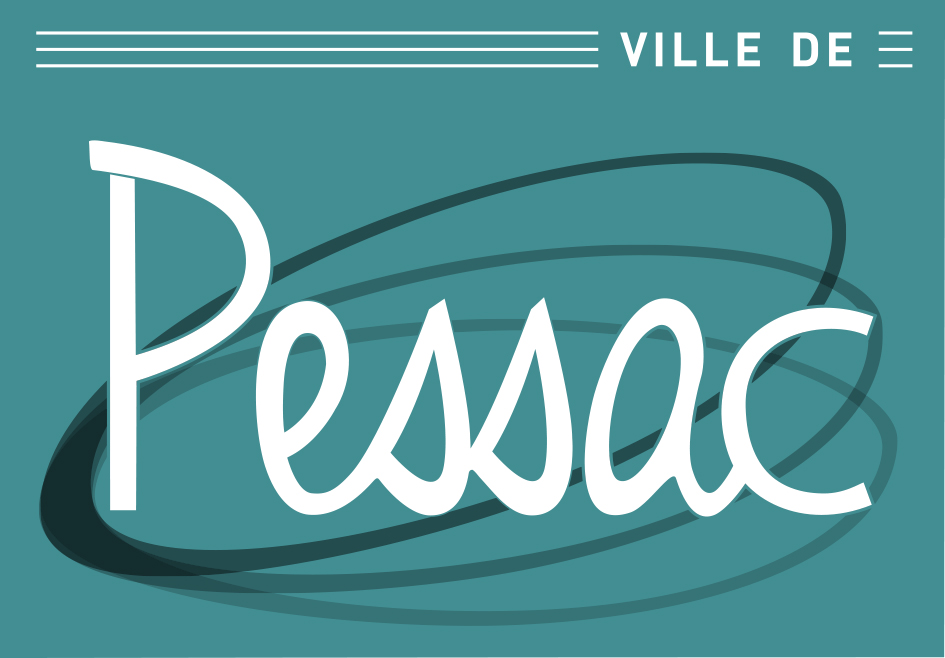
Logo de 2015 à 2020.
Logo depuis 2020.

## Pour approfondir